# Arquata del Tronto
Arquata del Tronto è un comune italiano di 924 abitanti della provincia di Ascoli Piceno nelle Marche.
Appartiene alla Comunità montana del Tronto, confina con tre regioni (Lazio, Umbria ed Abruzzo), è l'unico comune d'Europa racchiuso all'interno di due aree naturali protette (il Parco nazionale dei Monti Sibillini a nord e il Parco nazionale del Gran Sasso e Monti della Laga a sud.), ed è noto per la presenza della storica rocca medievale che sovrasta l'abitato.

## Geografia fisica

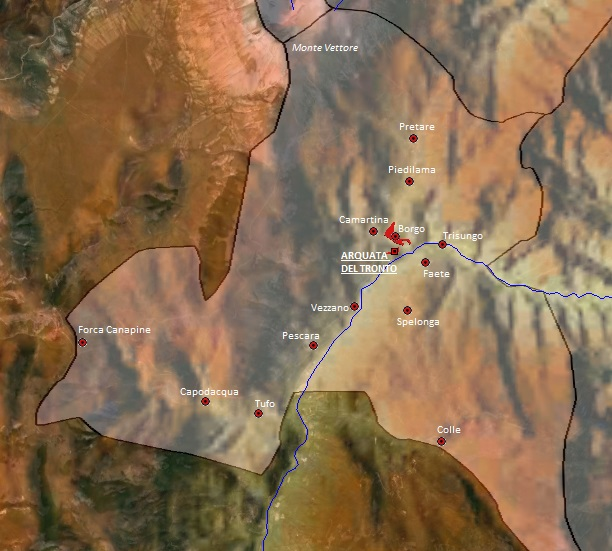
Mappa fisica e topografica del comune di Arquata del Tronto

### Territorio

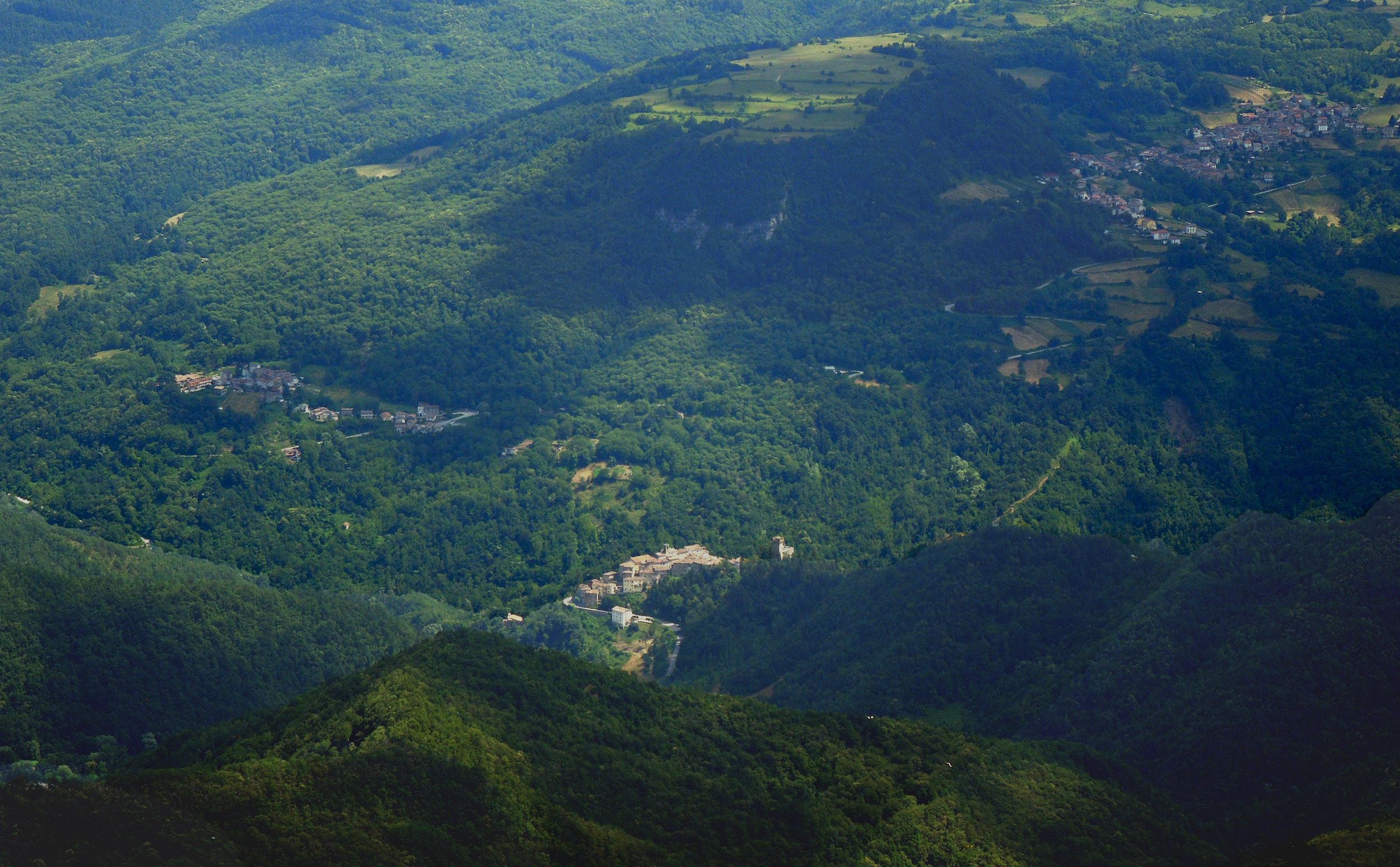
Panorama del paese di Arquata del Tronto, visto dal sentiero che, partendo da Forca di Presta, conduce alla vetta del monte Vettore.

Il territorio dell'arquatano, prevalentemente montuoso, è caratterizzato dalla presenza del monte Vettore, del monte Ceresa, del massiccio dei Sibillini e della catena dei monti della Laga. Il paesaggio varia tra alpestri pareti scoscese che si avvicendano a fitti boschi di castagno, faggio e conifere; tra pendii e ampie balconate naturali, verdi campi e aree pascolive. Dalle cime più alte si scorgono i profili del Gran Sasso e del mare Adriatico.
Questa è l'area del cosiddetto "versante magico" dei Sibillini, intriso sin dal medioevo di credenze, tradizioni e storie fantastiche, animate da presenze misteriose, che ancora oggi vi aleggiano. Guido Piovene li descrive come i: «monti più leggendari d'Italia». Sui fianchi di queste montagne vi erano gli antichi sentieri che conducevano alla Strada delle fate, alla Grotta della Sibilla, profetessa Appenninica, e al Lago di Pilato, dove si crede sia sprofondato il carro condotto dai buoi che trasportava, ingovernato, il corpo di Ponzio Pilato.
Il centro urbano di Arquata è stato costruito a cavallo di un'altura nella zona dell'Alta valle del Tronto, lungo il versante sinistro dell'omonimo fiume che attraversa la zona, alle falde delle montagne che lo circondano, tra il corso stesso del fiume e il Fosso di Camartina. L'autore Adalberto Bucciarelli individua le ragioni della scelta di edificazione dell'insediamento nella favorevole e strategica posizione topografica a vocata difesa naturale, legandola anche a questioni d'igiene come la peculiare ventosità del luogo.
Il paese dista circa 30 km dal capoluogo Ascoli Piceno, 55 km dall'Adriatico e 30 km da Norcia. L'intero comprensorio comunale si estende su una superficie di circa 92 km², spaziando dai 580 ai 2.476 m s.l.m., fino all'estremo sud-occidentale delle Marche, confinando con tre regioni, (caratteristica che in Italia condivide col solo comune confinante di Accumoli), quali: Abruzzo, con la provincia di Teramo, Lazio, con la provincia di Rieti, e Umbria, con la provincia di Perugia.

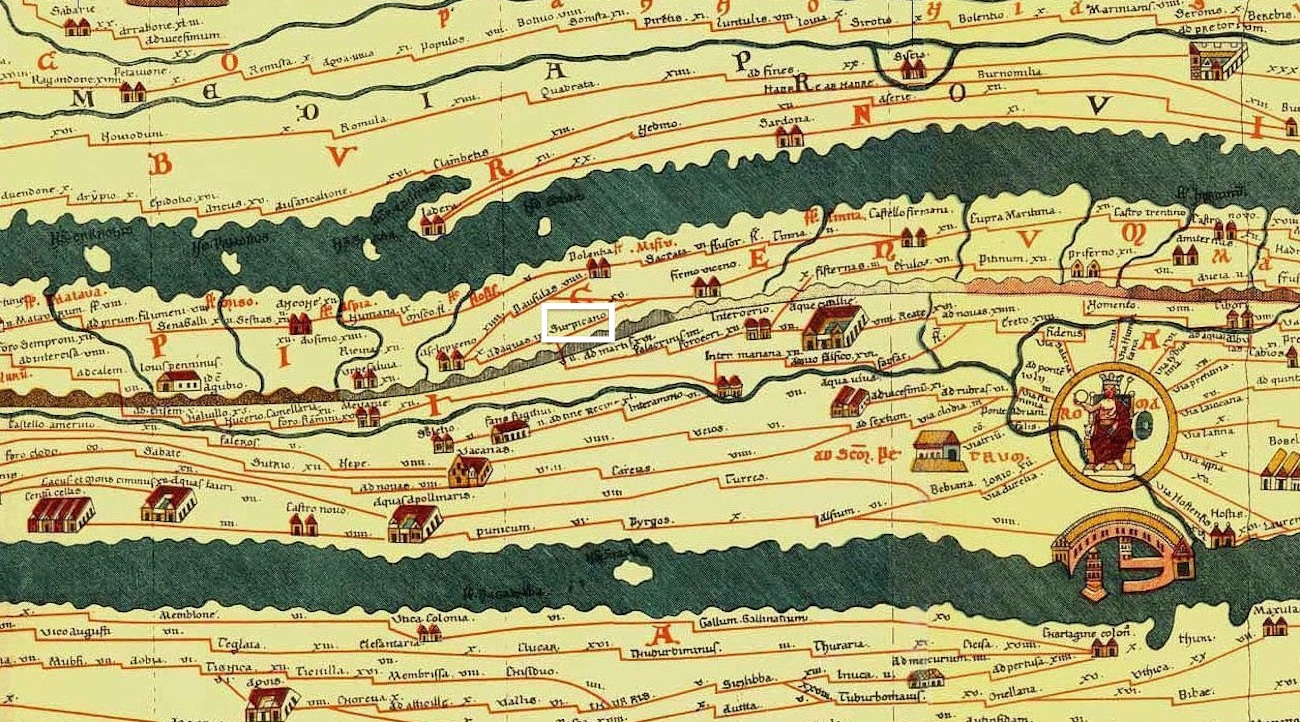
Porzione della Tabula Peutingeriana in cui è indicata la Statio di Surpicano, evidenziata da una cornice rettangolare bianca.

Il territorio è solcato dal Sentiero europeo E1 e dalla Salaria, strada di rilevante importanza già in epoca romana. Attraverso gli snodi dell'antica consolare, presenti nell'arquatano, era possibile raggiungere molti centri dell'entroterra marchigiano, Norcia, Roma e L'Aquila.

### Sentiero europeo E1 nel territorio di Arquata
L'area comunale che ricade all'interno del Parco nazionale dei Monti Sibillini è attraversata da alcune tappe dell'itinerario del Sentiero europeo E1 che congiunge Capo Nord a Capo Passero, uno degli undici cammini di lunghezza estremamente elevata della rete sentieristica europea. Il tratto arquatano, istituito e riconosciuto dalla Federazione Italiana Escursionismo, transita con le sue varianti per: Forca di Presta, Forca Canapine, Pretare, Piedilama, Borgo, Camartina, Pescara del Tronto, Tufo, Capodacqua e raggiunge Accumoli in provincia di Rieti.

### L'antica Salaria nel territorio di Arquata
Il tracciato della Via Salaria che percorreva la Terra d'Arquata era quel ramo di strada che derivava dalla biforcazione della consolare proveniente da Roma all'altezza della cittadina di Antrodoco e risaliva la valle del Velino per superare gli Appennini, discendere lungo la valle del Tronto fino ad Ascoli Piceno, concludendo il suo percorso a Castrum Truentinum sul litorale adriatico. Le fonti non indicano il tempo della costruzione di questa diramazione della via commerciale romana che si trova rappresentata sia nella Tabula Peutingeriana, copia di un'antica carta romana che illustra le strade militari dell'impero, e sia nell'Itinerario antonino, registro che annovera le stazioni e le distanze tra le località poste sulle diverse strade dell'Impero romano.
In entrambe le mappe stradali, nelle indicazioni della nomenclatura delle stationes e delle mansiones, si leggono toponimi di alcune località vicine o appartenute al comprensorio arquatano. Sebbene la Tabula Peutingeriana e l'Itinerario Antonino siano considerate autorevoli prove documentali per la ricostruzione dell’impianto del sistema stradale differiscono nell'elenco delle stazioni di posta. Niccolò Persichetti giustifica queste discordanze adducendo che la Salaria, snodando il suo percorso vicino all'alveo del Tronto, possa aver subito danneggiamenti dai depositi e dalle impetuose e rovinose piene del fiume. Queste potrebbero aver causato lievi mutamenti geografici e statistici rendendo necessario uno spostamento della sede stradale per il ripristino della viabilità e scrive: «Ritengo quindi che nella storia della Salaria siano da distinguersi due momenti, quello che direi della Salaria vetere e quello della nova.»
Lo storico diversifica e scinde i percorsi indicati nelle due mappe e li inquadra come esistiti in tempi diversi, ossia sostiene che nell'Itinerario antonino è descritto il corso della «Salaria vetere», costruito più vicino al Tronto e più breve rispetto al corso della «Salaria nova» che è riportato nella Tavola Peutingeriana ed aggiunge che: «lo spostamento della linea che dal basso fu fatta dolcemente salire sulla costa, portandola in curva verso il fanum Martis, oggi Tufo, e di là a Surpicanum (nei pressi di Arquata) ed indi ad Aquas (nei pressi di Acquasanta)» è la « circostanza che la rese un po' più lunga.» La Salaria che solcava il territorio arquatano seguiva principalmente un percorso di fondovalle, costeggiando il Tronto, ad una quota più alta dell'attuale.
Dai suoi diverticoli si generava la viabilità secondaria che s'internava e risaliva lungo i fianchi delle montagne circostanti raggiungendo i centri più distanti dal tracciato principale. Il testo di un'epigrafe affissa, presso Porta Collina, durante il consolato di Lucio Cecilio Metello Diademato, carica che quest'ultimo ha ricoperto nel 117 a.C., ricorda alcuni lavori appaltati per la «curam viarum» di due tratti della Salaria. Il primo all'altezza di Torrita ed il secondo tra Arquata e Marino del Tronto per una spesa di 7.500 sesterzi. Un completo programma di risistemazione dell'intero asse viario della consolare è ascrivibile alle opere e agli interventi augustei come confermano date ed iscrizioni dei cippi miliari di Trisungo e di Marino del Tronto.

#### Stationes e mansiones della Consolare Salaria in prossimità di Arquata
| Itinerarium Antonini | Tabula Peutingeriana | Toponimo attuale        |
| -------------------- | -------------------- | ----------------------- |
| Vico Badies VIII     | -                    | Fonte del Campo         |
| -                    | Ad Martis XVI        | Tufo                    |
| -                    | Surpicano VII        | (nei pressi di) Arquata |
| Ad Centesimum X      | -                    | Trisungo                |

- Vico Badies – Questa è la prima statio della Salaria nel territorio della Regio V Picenum vicina ad Arquata e menzionata solo nell'Itinerario antonino.[19] Nelle fonti è indicata anche come Vicus Badius, toponimo che indica un vico contraddistinto dal colore della terra marrone scuro, ossia di colore badio.[20] Il sito si trovava distante 9 miglia dalla statio di Falacrine, l'odierna Cittareale. La sua localizzazione è stata individuata da Persichetti osservando i resti di opere di sostegno presenti sulla sponda destra del fiume Tronto nei pressi della chiesa di Santa Maria delle Camere di Fonte del Campo, frazione di Accumoli. Lo storico testimonia che nell'anno 1903 era ancora possibile distinguere alcune tracce della Salaria. A breve distanza da Fonte del Campo il percorso della consolare attraversava il fiume Tronto mediante un ponte e proseguiva sulla sponda sinistra del corso d'acqua.[21] Dopo aver costeggiato il fiume, la sede viaria lo riattraversava nuovamente mediante un altro ponte di cui restavano, prima del 1887, i conci di un'armilla dell'arco sulla riva destra. Le vestigia del manufatto, non più visibili, sono state travolte e portate via da una piena del fiume.[19] Dopo quest'ultimo ponte, la strada riprendeva il suo percorso costeggiando la riva destra del Tronto in direzione Grisciano.[22]
- Ad Martis - Con questo nome, nella Tavola Peuntigeriana, è citata la mansio che a suo tempo l'abate Colucci ha collocato tra Arquata ed Accumoli,[23] la stessa località identificata da Giuseppe Castelli con l'odierna frazione arquatana di Tufo.[24] Per lungo tempo si è ritenuto che la Salaria, proveniente da Vicus Badies, salisse verso il paese, ma dalla ricostruzione di Niccolò Persichetti si apprende che la stazione di posta della consolare potesse trovarsi a Campi di Sotto, lungo la riva destra del Tronto, dove sono stati rinvenuti i «ruderi di un antico pago, fondazioni di fabbriche, pavimenti a mosaico e di piccole mattonelle romboidali.»[25] In seguito ai danni riportati dalle piene del fiume, alla strada che correva sul fondovalle è stata modificata la collocazione con uno spostamento che ne ha trasferito il tracciato più a monte. Il borgo di Tufo è nato nella parte opposta della valle, su una piccola altura che ne garantiva la difendibilità. Da Tufo, passando per i centri di Capodacqua, Forca Canapine ed il Passo di San Pellegrino si raggiungeva la città di Norcia.[25]

- Surpicano - Detto anche vico Surpicano[26] o solo Surpicanum, è la statio che si trova citata nella Tavola Peutingeriana localizzata a sette miglia dalla mansio di Ad Martis. Qui arrivava il percorso della consolare che proveniva da Pescara del Tronto ed attraversava le vicinanze della frazione di Vezzano e la Valle Romana seguendo la sponda sinistra del fiume.[27] Gli studiosi ipotizzano che la statio possa essere identificata con il paese di Arquata. Sebbene non esistano prove di ritrovamenti archeologici che confermino questa supposizione[22] viene collocata nei pressi di Borgo, nell'area un po' più a valle del paese di Arquata, nella piana dove si trova ancora oggi la chiesa del Santissimo Salvatore.[28] Enrico Giorgi scrive che questa circostanza può essere considerata certa perché dalla Statio di Surpicano si originava la diramazione che, valicando il fianco est del monte Vettore, raggiungeva le zone del fermano[29] come testimonia la Tavola ereditata da Konrad Peutinger.[30] Inoltre, Giorgi osserva che la posizione isolata del nucleo composto dalla chiesa, affiancata dal diruto e vecchio casolare assimilabile per la sua architettura ad una casa-torre, si trova ubicato in una zona di rilevante importanza per la viabilità minore del settore arquatano, in un'area distante dai centri di Arquata, Borgo e Trisungo, che è giustificabile solo in funzione della strada. Ipotizza che l'edificio religioso fosse connesso ad un «ospitale medievale», dipendente dall'abbazia di Farfa edificato dove vi era la stazione di posta romana. Luogo in cui si origina il trivio in cui si incontrano lo stradello che proviene da Arquata, quello che conduce a Trisungo e l'altro che risalendo verso il Vettore si dirige nella Val Tenna e nel fermano.[31] Lo storico Gabriele Lalli ricorda che nella stessa area era stato costruito il Ponte di San Salvatore, non più esistente, costituito da un manufatto di legno che superava il fosso del torrente Camartina.[32] Inoltre, nei pressi di Arquata, all'altezza del sentiero che da Porta Sant'Agata giungeva a Spelonga, il corso del Tronto era attraversato dalla struttura lignea del Ponte Verio che prendeva il nome da un piccolo villaggio chiamato Valenterio. Il borgo, non più esistente, era menzionato negli Statuti arquatani del 1574 e probabilmente sorgeva nelle vicinanze della frazione di Faete, in un'area che restituisce anche ai nostri giorni resti di antiche dimore. Ponte Verio garantiva la transitabilità a coloro che, passando lungo la Salaria romana, volevano arrivare ad Arquata oppure oltrepassarla e procedere verso i valichi di Galluccio, Forca di Presta e Forca Canapine.[33]
- Ad Centesimum - Il tracciato della via Salaria, prima di entrare nella strettoia delle Gole d'Arquata, arrivava alla statio chiamata Ad Centesimum, elencata nell'Itinerario antonino, ed identificata con l'odierno Trisungo. Sebastiano Andreantonelli la cita erroneamente nel suo elenco delle ville dislocate lungo la consolare e riporta che, nelle carte, questo toponimo individuava il paese di Quintodecimo.[34] Dai documenti dell'Archivio notarile di Arquata, nell'atto del notaio Luzi del 17 gennaio 1495, risulta che col toponimo Centesimum fosse indicato Trisungo.[35] Nei pressi del piccolo borgo, sulla sponda sinistra del Tronto, esiste ancora oggi una località chiamata Centesimo.[28] Nelle vicinanze, vi era Ponte San Paolo eretto in località Castagne Coperte, una zona boscosa che si trova ad una distanza di circa un kilometro dopo l'incasato del paese in direzione Ascoli. La struttura di collegamento, non più esistente, apparteneva al tragitto romano della via Salaria e garantiva l'attraversamento del corso d'acqua dalla sponda destra a quella sinistra. Il manufatto ha conservato la sua fruibilità fino alla fine del XIX secolo. Ora è possibile osservare solo le intaccature e le lacerazioni della roccia arenaria su cui poggiava il pilone.[32] Di questo tratto di consolare descrive alcuni dettagli anche Persichetti che, a suo tempo, ha rilevato e descritto la presenza di due avanzi della strada, uno lungo circa 15 metri, realizzato con un selciato poligonale, ed un altro che si allungava per circa 5 metri composto da grosse pietre rettangolari[36] descritto anche come una superficie lastricata da grandi schiazze di pietra.[37] Attualmente, queste vestigia non sono più visibili perché gli stessi elementi lapidei, impiegati per la sede viaria, nel tempo sono stati usati per la costruzione di muri a secco.[36] Nel tratto dell'alveo del fiume che attraversa il paese, il 13 gennaio 1831, è stata rinvenuta una pietra miliare di epoca augustea della consolare Salaria che segnava il novantanovesimo miglio di distanza dalla città di Roma, nota come il Cippo Miliare di Trisungo.[36]

Giuseppe Speranza, nel menzionare la figura di Augusto, ricorda come questi fosse stato prodigo nell'agevolare le vie di comunicazione facilitando i collegamenti con la costruzione di strade e ponti che accedessero sia alla città di Roma e sia al resto del territorio ed osserva come queste tracce fossero presenti anche nel Piceno. L'imperatore, durante il suo undicesimo consolato, e «decorato la duodecima della potestà tributizia», ha promulgato il Senato consulto per il riadattamento e la costruzione di nuove diramazioni della Salaria, lo stesso riportato sulla pietra miliare di Trisungo. Da questa restaurazione della via consolare si generò anche la diramazione che da Centesimo, località vicina a Trisungo, passando per Teramo giungeva a Castrum Novum. Tracce di questa derivazione viaria sono state rinvenute anche presso Sant'Omero.

#### La via Salaria Gallica
Dallo studio dell'iscrizione incisa sulla Lapis Aesinensis, condotto da Nereo Alfieri dell'Università di Bologna e dalla Cattedra di Epigrafia romana dell'Università degli Studi di Macerata, si apprende che Marco Ottavio Asiatico costruì una strada pubblica per raccordare la via Salaria Picena con la via Salaria Gallica diretta verso l'Ager Gallicus abitato dai Galli Senoni. Dall'indagine di questo reticolo stradale si evince che la Salaria Gallica era una strada che si diramava dalla Salaria tradizionale all'altezza di Arquata e proseguiva il suo percorso a ridosso dell'Appennino giungendo a Sarnano e Pian di Pieca, dove continuava verso la cittadina di Urbisaglia e raggiungeva Jesi e forse Senigallia.
 
Dagli scritti degli storici locali si acquisisce che dalla statio di Surpicano si distaccava una derivazione della Salaria, ossia il diverticolo che raggiungeva i paesi di Piedilama e Pretare, il valico di Galluccio ed il valico di Forca di Presta, aprendo una via di comunicazione con l'opposto versante della montagna. Percorrendo questa strada era possibile, attraversando Montegallo, arrivare anche a Fermo, Comunanza ed Amandola.

### Cippi di confine nel territorio d'Arquata per la demarcazione dei termini tra il Regno delle Due Sicilie e lo Stato Pontificio
L'attuale linea di confine che demarca i limiti regionali tra Marche ed Abruzzo, nel territorio di Arquata, è sovrapponibile alla stessa linea di frontiera che separava lo Stato Pontificio dal Regno delle Due Sicilie quando si formava lo stato unitario. Il confine tra la Delegazione apostolica di Ascoli e l'Abruzzo Ulteriore Primo passava nello spartiacque appenninico e lungo i corsi del fiume Tronto e del torrente Chiarino. Questa divisione era spesso contestata dai residenti per motivi legati all'attività della pastorizia, soprattutto per l'utilizzo delle aree pascolive e del taglio del legname, per i furti di frutta e di abigeato e per la violazione delle leggi doganali.
Dai documenti conservati presso l'Archivio di Stato di Ascoli, si rilevava un'intensificazione degli incidenti di frontiera tra gli anni 1816 e 1819, mentre era in corso una grave carestia, ed ancora tra il 1836 ed il 1837 durante l'epidemia del colera per l'inosservanza dei cordoni sanitari predisposti per evitarne la diffusione. Un evento documentato risale al 1819, quando le truppe regolari napoletane, dopo essere entrate nel territorio di Arquata, hanno sequestrato capi di bestiame di proprietà di alcuni pastori di Spelonga e di Pescara accusandoli di aver sconfinato nei pressi di Poggio d'Api e di fruire abusivamente del pascolo.
Nell'anno 1838, papa Gregorio XVI e re Ferdinando II delle Due Sicilie, per porre fine al disordine confinario hanno effettuato una ricognizione delle loro frontiere per concordare e stabilire dei nuovi termini. Con il chirografo del 15 maggio 1838 ha avuto luogo la nomina dei delegati pontifici Pier Filippo Boatti, segretario della Congregazione dei confini, e Tommaso Bernetti, cardinale e segretario di stato, e dei plenipotenziari borbonici Francesco Saverio del Carretto, ministro di Polizia e comandante della gendarmeria, e Giuseppe Costantino Ludolf, diplomatico. Dalle carte ascolane si apprende che sul territorio di Arquata, per la ricognizione e per la rettifica dei confini, sono stati nominati ed hanno operato in qualità di assistenti tecnici locali: l'ingegnere Pietro Lanciani, in rappresentanza dello Stato Pontificio, e l'ingegnere De Benedetti, per il Regno delle Due Sicilie, affiancati anche da altri collaboratori, quali: Paolo Baldassarri, Bernardino Cordeschi, Giovanni Battista Dessi, Gennaro di Gennaro, Gabriele Gabrielli, Luigi Mazzoni e Carlo Melloni.
Il loro incarico consisteva nel compiere l'accertamento dei luoghi e confrontarlo con i dati catastali al fine di evitare ulteriori contestazioni, seguendo le regole stabilite dai delegati alla negoziazione, ossia: «privilegiare termini naturali come spartiacque, creste montuose e fondovalli», «ridurre al minimo gli scambi territoriali», «tenere in massima considerazione gli interessi reali dei frontisti e limitrofi» ed «assegnare definitivamente le zone di incerta sovranità all’uno o all’altro stato per impedire la nascita di nuove questioni.»
Uniformando i nuovi termini a quanto stabilito nei criteri di ripartizione territoriale, nel comprensorio di Arquata sono passati allo Stato Pontificio i paesi di Capodacqua e Tufo. La negoziazione è stata sottoscritta con il Trattato di Confinazione, siglato in Roma il 26 settembre 1840, ma non immediatamente pubblicato ed esecutivo. Nel nuovo assetto che si stava componendo, mentre i negoziatori erano ancora impegnati a sistemare la convenzione confinaria, è sopraggiunta la morte di Gregorio XVI, nel giugno del 1846. Il suo successore, papa Pio IX è stato supplicato dalla magistratura ascolana di riconsiderare gli accordi stabiliti con il predecessore, ma l'istanza non ha avuto risposta e le successive vicende della Repubblica romana del 1848-1849 hanno comportato una sospensione della negoziazione tra i due governi. A seguito del ritorno del papa nella città di Roma, nell'aprile 1850, Giacomo Antonelli, nuovo segretario dello Stato Pontificio, con Del Carretto e Ludolf ha eseguito il riesame della questione ed il 15 aprile 1852 è avvenuta la pubblicazione, a Roma e a Napoli, del testo dell'accordo concluso il 26 settembre 1840 con l'enunciazione dei nuovi confini. Il 1º luglio 1852, sono state pubblicate, sia a Roma e sia Napoli, le norme legislative della convenzione e il successivo 7 agosto Ferdinando II e Pio XI hanno preso ufficialmente possesso della nuova ripartizione territoriale.
La posa dei cippi di confine, dapprima lignei ed in seguito lapidei, è avvenuta tra il 1846 ed il 1847, anni in cui hanno trovato collocazione le pietre di confine arquatane, comprese tra i numeri 580 e 592, ed impiantate come riportato nel IV Volume del Dizionario corografico universale dell'Italia del 1852. Il malcontento degli abitanti delle zone interessate ha portato all’abbattimento di alcuni cippi posti sulla nuova linea di confine. La disapprovazione popolare trovava le sue ragioni nel differente trattamento giuridico ed istituzionale cui doveva uniformarsi. Gli abitanti di Capodacqua e Tufo, passando sotto l'entità statuale della Santa Sede, si sgravavano dell'osservanza della coscrizione obbligatoria che vigeva nel Regno borbonico, ma come sudditi pontifici avrebbero dovuto corrispondere più tasse.
Le colonnette confinarie sono state elencate in ordine progressivo, seguendo il numero d'ordine di ciascun cippo, individuando il nome del luogo di collocazione nel Governo d'Arquata.
| Numero del Cippo di confine | Luogo di collocazione nel Governo d'Arquata           |
| --------------------------- | ----------------------------------------------------- |
| 580                         | Tratturo delle Pantane                                |
| 581                         | Colle della Pozza Mastrella                           |
| 582                         | Colle dell'Orzatore                                   |
| 583                         | Scrima dell'Orzatore                                  |
| 584                         | Vallone del Cartofano                                 |
| 585                         | Colle del Vallone della Civitella o della Cappelletta |
| 586                         | Sopra la Forcatora                                    |
| dal n. 587 al n. 591        | Cippi di confine nel territorio di Tufo               |
| 591(A)                      | Strada doganale da Pescara a Grisciano                |
| 591(B)                      | Capo di Cesa I o Ingrisciano                          |
| 591(C)                      | Capo di Cesa II o Pianella                            |
| 591(D)                      | Costa del Colle Cappelletta                           |
| 591(E)                      | Piano Ciancotta                                       |
| 591(F)                      | Colle Puttaro                                         |
| 591(G)                      | Mazzantina                                            |
| 592                         | Cima della Macera della Morte                         |

### Clima
Il clima di Arquata e del suo territorio comunale è quello tipico di media e bassa montagna. Gli inverni sono freddi con precipitazioni prevalentemente nevose, le temperature possono scendere di diversi gradi sotto lo zero e restarci anche per molti giorni. Le estati risultano miti e mai troppo calde. Le precipitazioni sono distribuite equamente durante tutto l'arco dell'anno, con maggiore frequenza nei mesi freddi.

## Storia

### Ipotesi sulle origini
Sull'origine del paese si hanno notizie incerte. Alcuni storici riconducono l'odierna Arquata all'antica Surpicanum, uno dei centri della Regio V Picenum collocata tra le Statio della Tavola Peutingeriana Ad Martis e Ad Aquas l'attuale Acquasanta Terme. Un'altra ipotesi ne attribuisce la nascita ad un insediamento fortificato d'epoca romana dislocato sulla Consolare Salaria, strada che all'epoca era la via commerciale del trasporto del sale prodotto nelle saline di Truentum. Si suppone, inoltre, che Arquata possa essere un paese fondato dai Sabini, correlando la vicinanza di questo popolo già presente a Norcia e ad Ascoli, originato dalla migrazione di queste genti col ver sacrum, e che solo in seguito è appartenuto ai Romani. Nel I secolo d.C. la località e tutta l'area dell'Alta valle del Tronto appartenevano alla famiglia imperiale di Vespasiano, detta famiglia dei Flavi, originaria appunto della Sabina.

### Medioevo

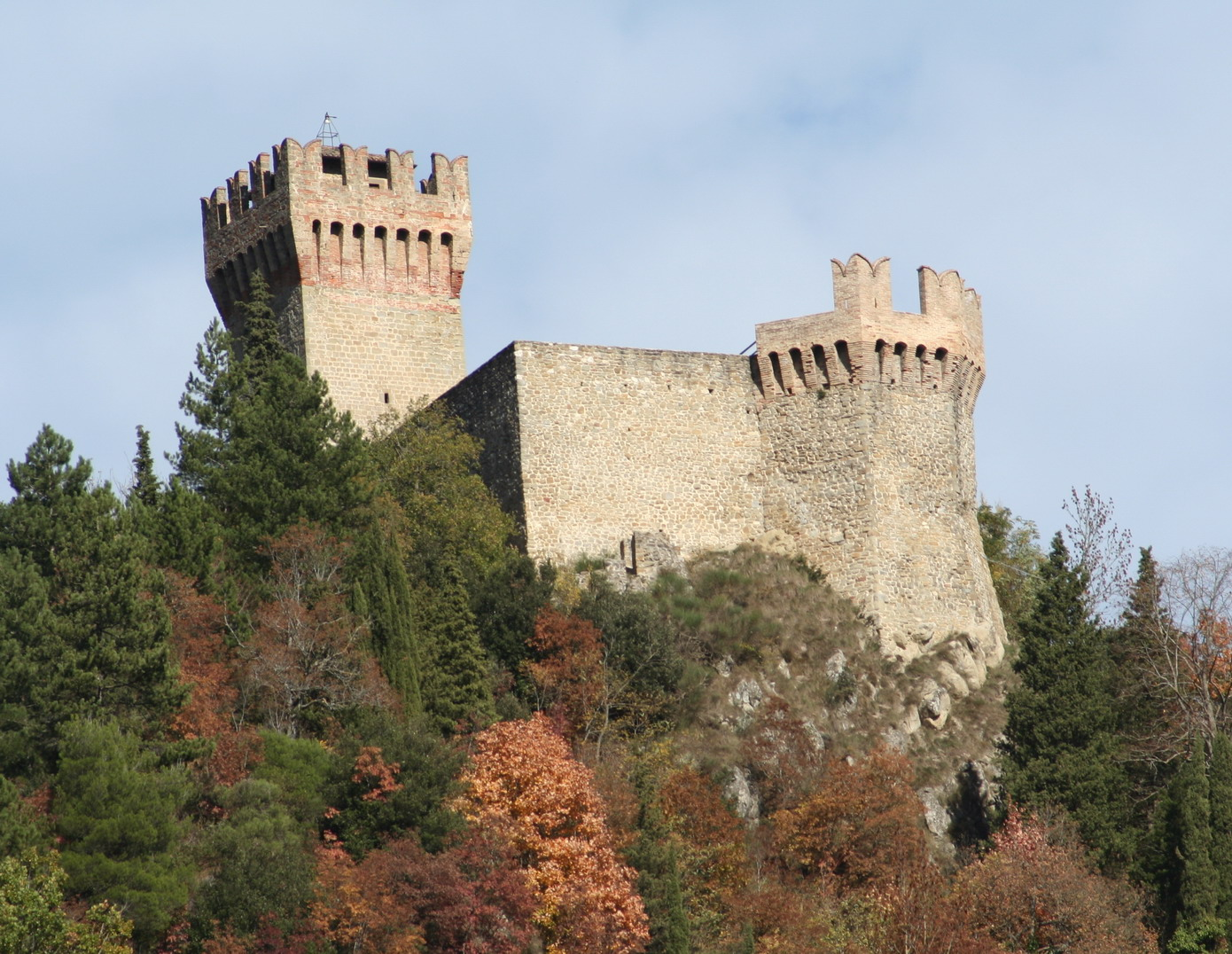
La Rocca

Le prime notizie certe e documentate su Arquata si trovano nel periodo dell'alto medioevo quando, nel VI secolo, era definita Terra Summantina. Ulteriore e successivo riferimento storico è fornito dall'invasione del popolo longobardo che è giunto fino a Spelonga, dove forse esisteva un castrum. Ne ricompare la citazione nella cronaca del viaggio intrapreso da Carlo Magno che, nell'800, ha attraversato questi luoghi per recarsi a Roma in occasione della sua incoronazione. Nel XIII secolo la città di Ascoli, con il contributo di Amatrice e Castel Trione, ha costruito la fortezza sulla sommità della rupe a nord del paese e, da questo momento, la storia di Arquata si confonderà e si sovrapporrà a quella della sua Rocca, aspramente contesa tra norcini e ascolani per circa tre secoli.
Nell'anno 1215, si ricorda la visita di san Francesco d'Assisi, qui giunto nella sua missione di apostolato, mentre nel 1354, ad Avignone, è morto sul rogo il fraticello predicatore Francesco da Arquata per opera dell'Inquisizione. Nello Statuto d'Arquata del 1574 si legge una delle frasi più note legate a questo comune: «Che alcuno non se parta della terra d'Arquata e suo contado con animo de non ritornare a detta terra».

### XVIII secolo

#### Relazione della Provincia dell'Umbria, Prefettura di Norcia, di Arquata e suo contado di Angelo Benucci del 5 ottobre 1781
È possibile ricavare ed aggiungere altri riferimenti sulla storia di questo comune dalla lettura della Relazione, redatta dal delegato apostolico, Angelo Benucci inviato ad «Arquata e suo contado» nel 1781 per la revisione dei Catasti nella Provincia dell'Umbria e Prefettura di Norcia. Il manoscritto propone la descrizione e la misurazione della divisione territoriale dei luoghi ed anche un preciso resoconto sulla vita e sull'economia rurale degli abitanti sul finire del XVIII secolo, quando Arquata dipendeva per la giurisdizione temporale, ossia per il potere politico ed economico, dal prefetto di Norcia ed era retta da un luogotenente, mentre per la giurisdizione spirituale apparteneva al vescovo di Ascoli.
Dalla Relazione si acquisiscono anche informazioni sullo stato presente del tempo e si legge che: «Arquata è posta sopra d'una collina che comincia a sorgere alle radici dell'Appennino (...) circondata da asprissime montagne. (...) Il suo clima è rigido e molto umido; la prima neve si fa vedere; le fabriche umili e mal costrutte (...) Le strade pessime. Nella sommità d'Arquata c'è una bella fortezza all'uso antico.» «I confini dell'Arquatano sono, a levante, il Presidiato di Montalto e l'Ascolano; a ponente ed a tramontana, il Norcino; a mezzogiorno, il Regno di Napoli. I paesi confinanti con il Regno di Napoli sono Colle, Spelonca, Pescara e Vezzano. Tra l'uno e l'altro c'è la divisione di un fosso.» L'intero contado è costituito da 11 paesi, a Borgo dimorano le famiglie più abbienti e vi si trova un convento di frati, l'unico che vi sia nell'arquatano. In tutto il comprensorio si contano 16 presbiteri, tre povere confraternite ed un modestissimo Monte frumentario.
Benucci afferma che non è stato possibile estrarre indicazioni dai vecchi Catasti del 1740, redatti per ordine della Congregazione del buon governo, poiché non riportavano indicazioni sulle misure del territorio. Si apprende che la realtà catastale fosse costituita da una moltitudine di piccole particelle, ordinate in otto volumi, sebbene vi fossero 11 paesi, e che vi fossero numerosi rapporti di enfiteusi. L'arquatano risultava essere molto popolato in rapporto alla sua estensione e vi si contava la presenza di circa 5.000 anime. Quasi ogni abitante era possidente di un lembo di terra. Per calcolare le dimensioni di ogni proprietà rurale si applicava come unità di misura una canna. Per ogni canna misurata si raccoglieva un sassolino ed a conclusione dell'operazione di calcolo si contavano i sassolini per stabilire quante canne misurasse un terreno. Il funzionario apostolico delinea anche la generale situazione delle misere condizioni degli abitanti che vivevano dei proventi della produzione e vendita di uva e di castagne. Aggiunge che, a volte, il pane di segale e i prodotti derivati dalla panificazione contenevano anche un po' di farina di grano, prodotto in loco in scarse quantità che coprivano a stento il fabbisogno del consumo della popolazione per un terzo dell'anno. I Cavalieri Ospitalieri, che Benucci menziona con il nome di «Ordine dei Cavalieri di Malta», avevano numerose proprietà a Pescara e Vezzano e riscuotevano i canoni dagli affittuari dei terreni che, spesso, consistevano in «un piatto di grano, in una fiaschetta» oppure in «ovi freschi, galline, pollastri ed altre cose di simil natura.»
Nella narrazione descrittiva dell'indole degli arquatani si legge che fossero «quèruli di natura e non cessano mai di ricorrere, onde un prefetto di Norcia diceva ch'era più abbondante Arquata di ricorsi che non era la Montagna della Sibilla di brugnoli. Offesi una volta, più non la perdonano; molto propensi e quel ch'è peggio dediti, ai vizi della lussuria e del vino.»
Nel Paragrafo LVI, Benucci redige una sintesi delle cause per le contese e dissensi intercorsi tra Arquata e Norcia. Sottolinea come gli arquatani si siano sempre intesi maggiormente con gli Ascolani ed i Regnicoli piuttosto che con i Norcini. Quest'ultimi avevano costantemente cercato di soggiogare il contado arquatano per avere un completo controllo delle montagne e quando non vi riuscirono, ottennero il loro scopo inviando ambasciatori a papa Martino V che Il 19 luglio 1429 concesse il feudo arquatano in vicariato agli umbri. Le trattative erano state condotte dal cardinale Prospero Colonna, nipote del pontefice, che ne accordò la competenza giurisdizionale in cambio di 7.000 fiorini ed un cane da punta con una rete per le cattura delle quaglie da presentarsi come canone in Roma nel giorno dell'Assunta.

### XIX secolo
Nel 1809, il territorio di Arquata è tornato ad essere assoggettato allo Stato Pontificio. A seguito dell'invasione francese, la caduta della prefettura di Norcia ha determinato l'entrata di Arquata, estremo baluardo meridionale dell'Impero Napoleonico, come Cantone nel Dipartimento del Trasimeno.
Con l'emanazione del motu proprio "Quando per ammirabile disposizione" di papa Pio VII dell'anno 1816 si è avuta una nuova suddivisione amministrativa dello Stato Pontificio che ha generato l'istituzione della delegazione apostolica di Ascoli. Il successivo editto Consalvi, promulgato dall'omonimo cardinale e Segretario di Stato il 26 novembre 1817, in vigore dal 1º gennaio 1818, ha eretto Arquata a Governo nel distretto di Ascoli. Il disposto ha sancito così il distaccamento dei possedimenti arquatani dalla delegazione di Spoleto e la loro aggregazione al territorio marchigiano, circostanza che ha determinato anche la rimozione dei carteggi di questo comune, conservati presso la delegazione spoletina, ed il loro trasferimento alla nuova sede di Ascoli.
Ha mantenuto le competenze di Governo di Arquata anche nella successiva ripartizione amministrativa voluta da papa Gregorio XVI, nell'anno 1831, quando Ascoli e Fermo, dopo la restaurazione dello Stato Pontificio, sono state nuovamente separate e la delegazione ascolana è tornata a beneficiare della sua autonomia. L'editto del cardinale Bernetti, del 5 luglio 1831, stabiliva che la delegazione ascolana fosse divisa in due distretti:
- Ascoli, con i Governi di: Ascoli, Amandola ed Arquata;
- Montalto, con i Governi di: Montalto, Offida e San Benedetto.[63]

Nel riparto territoriale dello Stato Pontificio del 1833 Arquata è Comune di residenza del Governatore e comprende nella sua giurisdizione i paesi di Borgo, Camartina, Colle, Faete, Pescara, Piedilama, Pretare, Spelonga, Trisungo e Vezzano.
Nel 1860, a seguito dell'emanazione del Regio decreto n. 4495 del 22 dicembre 1860, nella ripartizione territoriale del circondario di Ascoli Arquata è divenuta sede del II Mandamento di Ascoli.

#### La sosta di Giuseppe Garibaldi nell'anno 1849

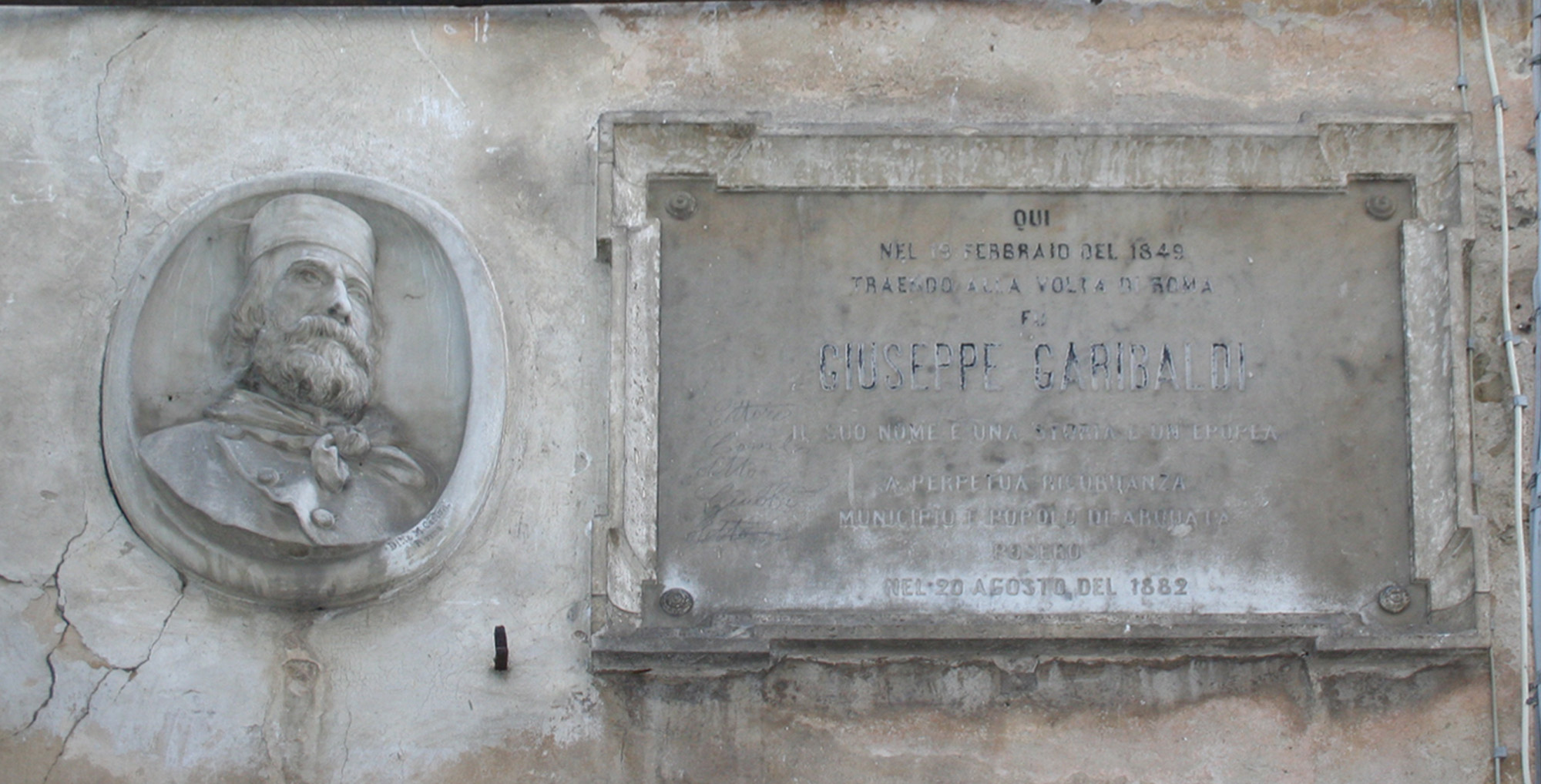
Lapide posta a ricordo della sosta di Giuseppe Garibaldi murata sulla facciata di casa Ambrosi

Tra gli eventi accaduti nel paese di Arquata vanno ricordati l'arrivo e il pernottamento di Giuseppe Garibaldi, nell'anno 1849, che qui si è fermato quando è partito alla volta di Roma. Questa è stata la terza e ultima tappa in territorio ascolano. La cronaca ci perviene dagli scritti di Candido Augusto Vecchi, fermano, capitano del 23º di linea piemontese e storiografo della guerra del 1848, che è stato tra i più fedeli e cari amici del generale. Questi, al passaggio dell'eroe dei due mondi nella città di Ascoli Piceno si è unito al gruppo, ma lo ha seguito fino a Rieti per poi proseguire da solo e raggiungere Roma dove ha svolto il suo mandato di deputato partecipando ai lavori dell'Assemblea Costituente.
In questo viaggio Garibaldi era già accompagnato da Nino Bixio, quale ufficiale d'ordinanza, Gaetano Sacchi, Marocchetti, Andrea d'Aguyar, servitore, e Guerrillo il suo piccolo cane, azzoppato da una ferita, che aveva l'abitudine di seguire il suo padrone camminando tra le zampe del suo cavallo. Durante il trasferimento da Ascoli a San Pellegrino di Norcia è stato ospitato ad Arquata dal locale governatore Gaetano Rinaldi, capo della reazione clericale. Il generale ha penottato presso casa Ambrosi nella notte tra il 26 e il 27 gennaio 1849. Era giunto nel giorno di venerdì 26 quando, dopo aver lasciato la città di Ascoli, si era avviato verso le zone montane attraversando la parte più alta della valle del Tronto tra gli Appennini. Egli e il suo seguito hanno lasciato Ascoli intorno alle dieci del mattino raggiungendo la consolare Salaria accompagnati dai carabinieri a cavallo, dalla guardia civica, dalla banda comunale, da dodici carrozze e da una folla festante. Giunti a porta Romana il generale ha congedato tutti ed ha regalato una spada a Matteo Costantini, (anch'egli come Giuseppe Costantini, suo padre, era detto Sciabolone), quale segno della sua amicizia ed ha rifiutato, per l'ennesima volta, la sua scorta sulle strade di montagna.
La prima sosta di ristoro è avvenuta ad Acquasanta Terme, dove Garibaldi, sceso da cavallo, si è accomodato su un sedile di travertino per accendere un sigaro. Ripreso il cammino, la spedizione è arrivata ad Arquata accolta ed ospitata con molto riguardo. Candido Augusto Vecchi racconta di un lungo pranzo che si è prolungato fino a mezzanotte. Al mattino seguente, il 27 gennaio, prima del sorgere del sole, il generale e i suoi hanno lasciato il paese per dirigersi verso Rieti. Il governatore d'Arquata ha regalato loro quattro libbre di tartufi come viatico. Partiti alla volta di San Pellegrino hanno percorso la strada che conduce a Pretare e quindi a Forca di Presta, scortati dal figlio del governatore d'Arquata che ha portato con sé, e in loro onore, fin sulla cima della montagna, un vessillo tricolore di seta.
Il generale ha ricordato la sosta ad Arquata nelle sue Memorie scrivendo: «(...) ed io per le vie di Ascoli e la Valle del Tronto, con tre compagni per percorrere ed osservare la frontiera napoletana. Valicammo gli Appennini, per le scoscese alture della Sibilla, la neve imperversava, mi assalirono i dolori reumatici che scemarono tutto il pittoresco del mio viaggio. Vidi le robuste popolazioni della montagna, e fummo ben accolti, festeggiati dovunque, e scortati da loro con entusiasmo.»
Ad Arquata quali segni di questo evento rimangono la Via Garibaldi ed una lapide affissa sulla parete esterna di casa Ambrosi, qui spostata dalla primaria collocazione sul muro della Torre civica, in cui si ricorda la sosta del generale.

### Terremoto nel 2016
Un violento terremoto di magnitudo 6.0 la notte del 24 agosto ha colpito l'area di Accumoli ed Amatrice, causando gravi danni anche ad Arquata, facendo sprofondare a valle metà del paese. La frazione di Pescara del Tronto è stata completamente rasa al suolo, con solo poche case rimaste in piedi. Ulteriori danni sono stati provocati con le successive scosse del 26 ottobre presso Castelsantangelo sul Nera e Ussita. Il 30 ottobre la scossa più forte di magnitudo 6.5 a Norcia ha raso al suolo quasi tutta Arquata, con il collasso delle case, delle chiese e lo smottamento parziale della parte del bastione a valle. Solo la Rocca è rimasta in piedi, benché danneggiata anch'essa.

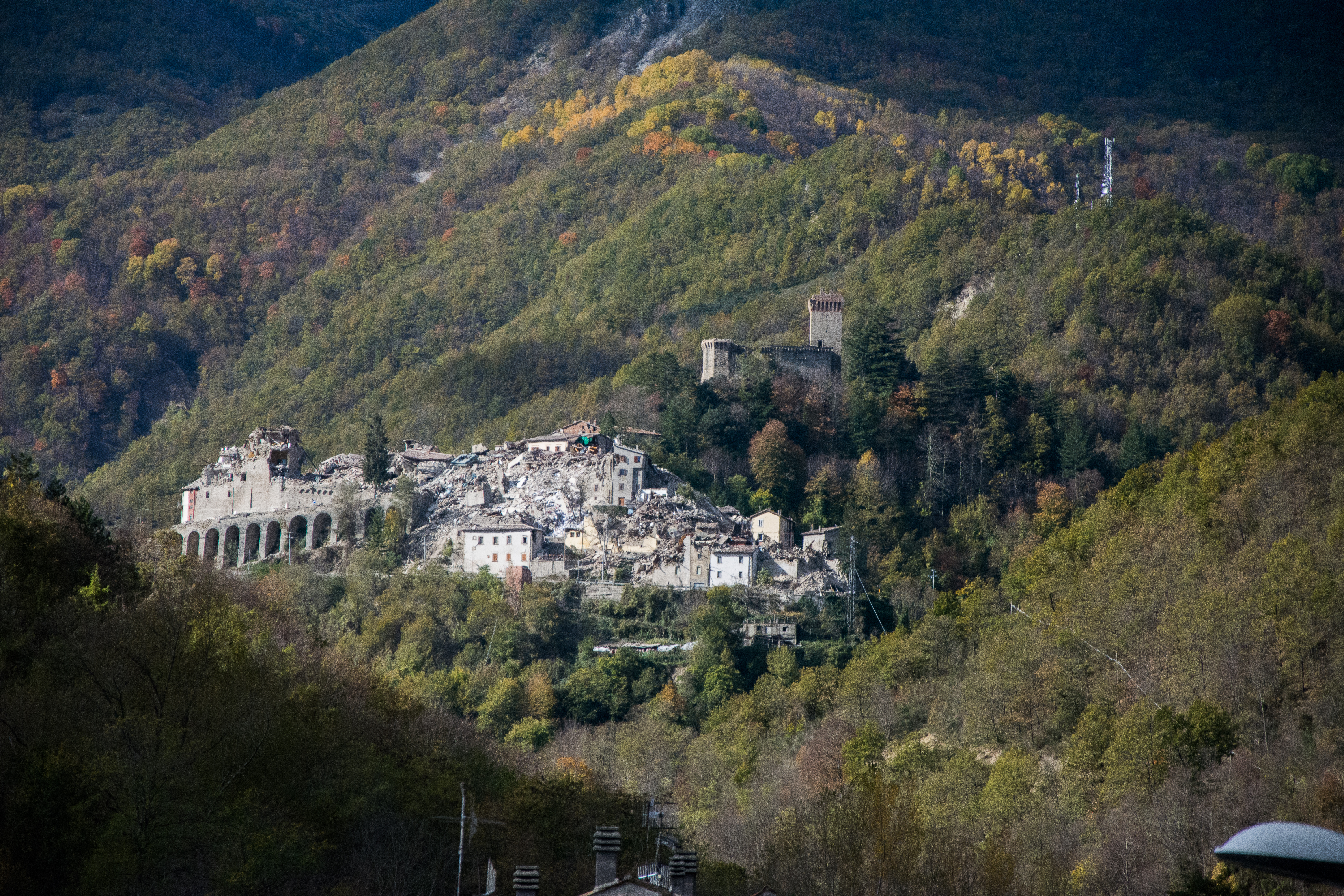
Panorama di Arquata nel novembre 2016.
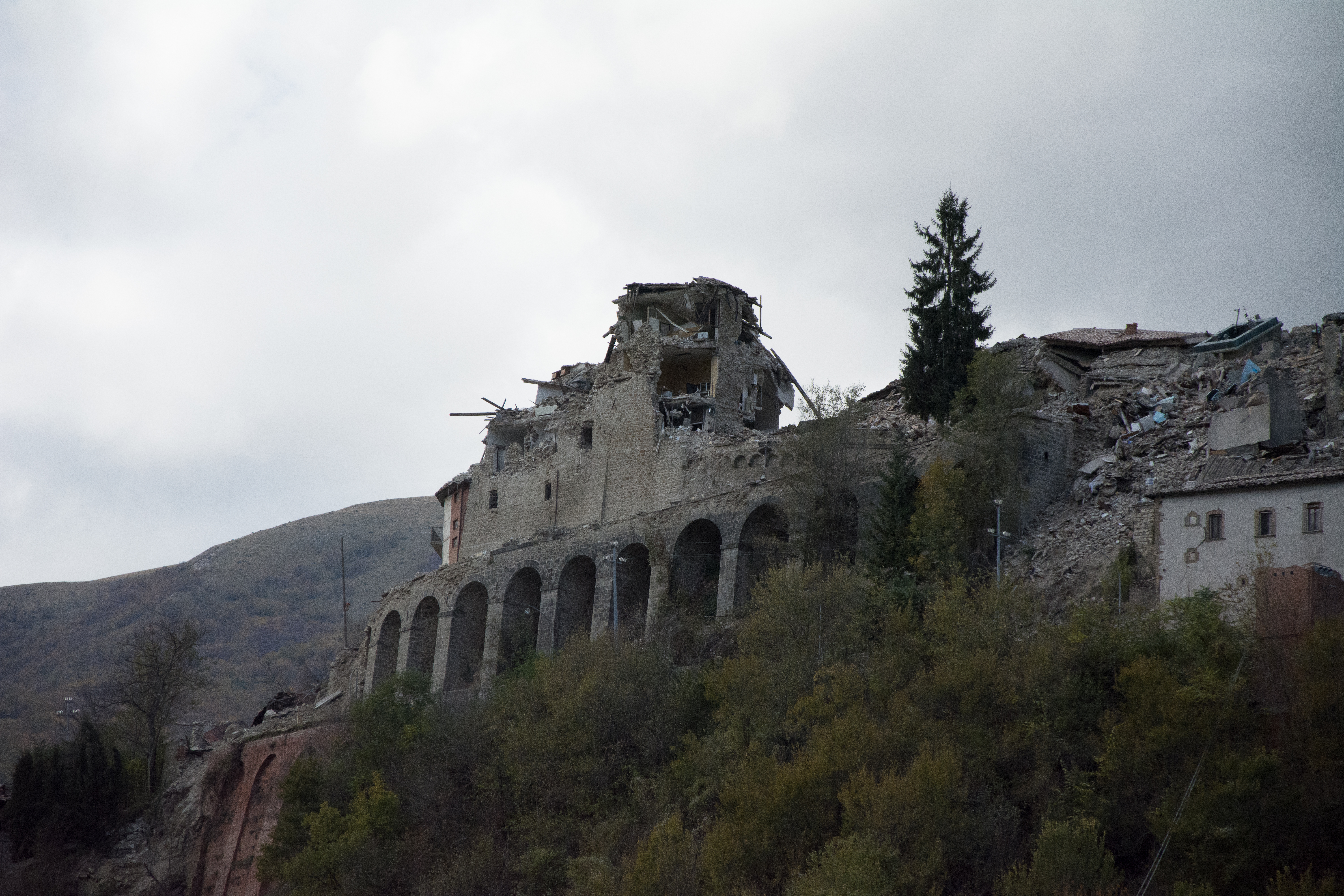
Arquata
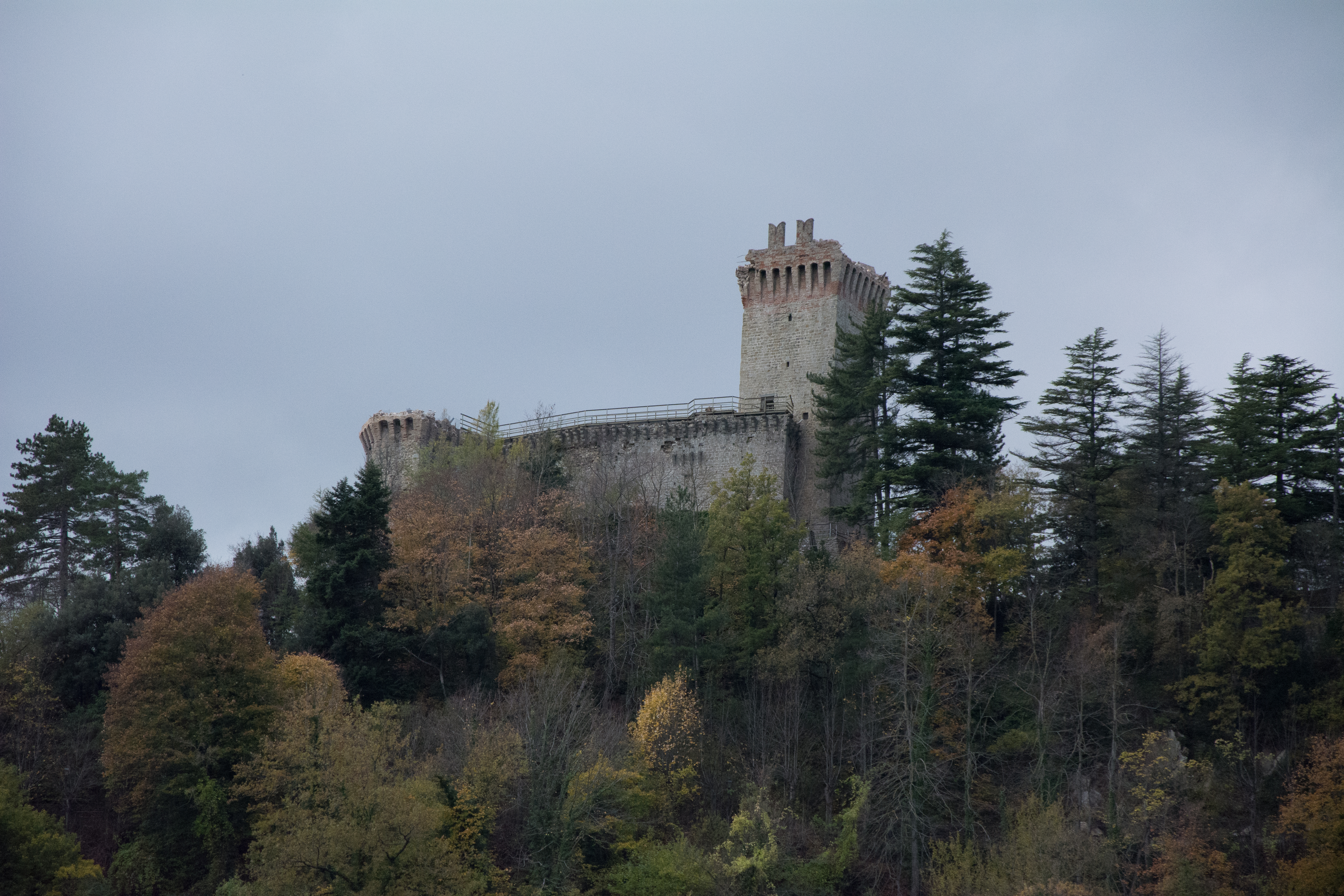
Rocca di Arquata

## Toponimo
Il paese ha assunto il nome ufficiale di Arquata del Tronto nell'anno successivo alla nascita del Regno d'Italia, come riportato nel Regio decreto 9 novembre 1862 n. 978 e nella la delibera del consiglio comunale del 5 agosto 1862.
Il toponimo di Arquata del Tronto è composto dall'accostamento di due termini:
- "Arquata" che deriva dal lemma latino «Arx», (arx, arcis), che vuol dire rocca, insediamento fortificato o altura fortificata.[43][68] Giulio Amadio ne lega il significato alla parola «arcuata», intesa come: grotta, galleria, cunicolo. L'autore, però, non spiega o specifica quale di questi significati sia collegato al paese.[69]
- "del Tronto" in riferimento all'omonimo fiume che scorre vicino alla località.

## Simboli

### Il gonfalone civico
La blasonatura del gonfalone civico è riportata nel testo del vigente statuto comunale:
«Di forma rettangolare, con dicitura Comune di Arquata del Tronto, è ornato da due rami, di cui uno di mirto a sinistra e l'altro di quercia a destra, riporta in oro sullo sfondo verde due stemmi, di cui quello di sinistra con descrizione REG TEB AR POT, l'altro di destra con descrizione 1572 TEPOR LAURI COLE PR, sovrastati entrambi da una corona turrita»
Lo stendardo è costituito da un drappo rettangolare di seta di colore verde che termina in tre bande e reca, nella parte più alta, l'iscrizione centrata e convessa verso l'alto: Comune di Arquata del Tronto. Il vessillo è completato dalla cravatta e i nastri tricolore. Al centro sono rappresentati affiancati i due scudi araldici adottati quali simboli della municipalità. Gli stemmi sono sormontati da una corona turrita in argento murata di nero che indica il titolo di comune, come previsto dal regio decreto del 1943. Il drappo è custodito ed esposto presso la Sala del Consiglio del locale Municipio.

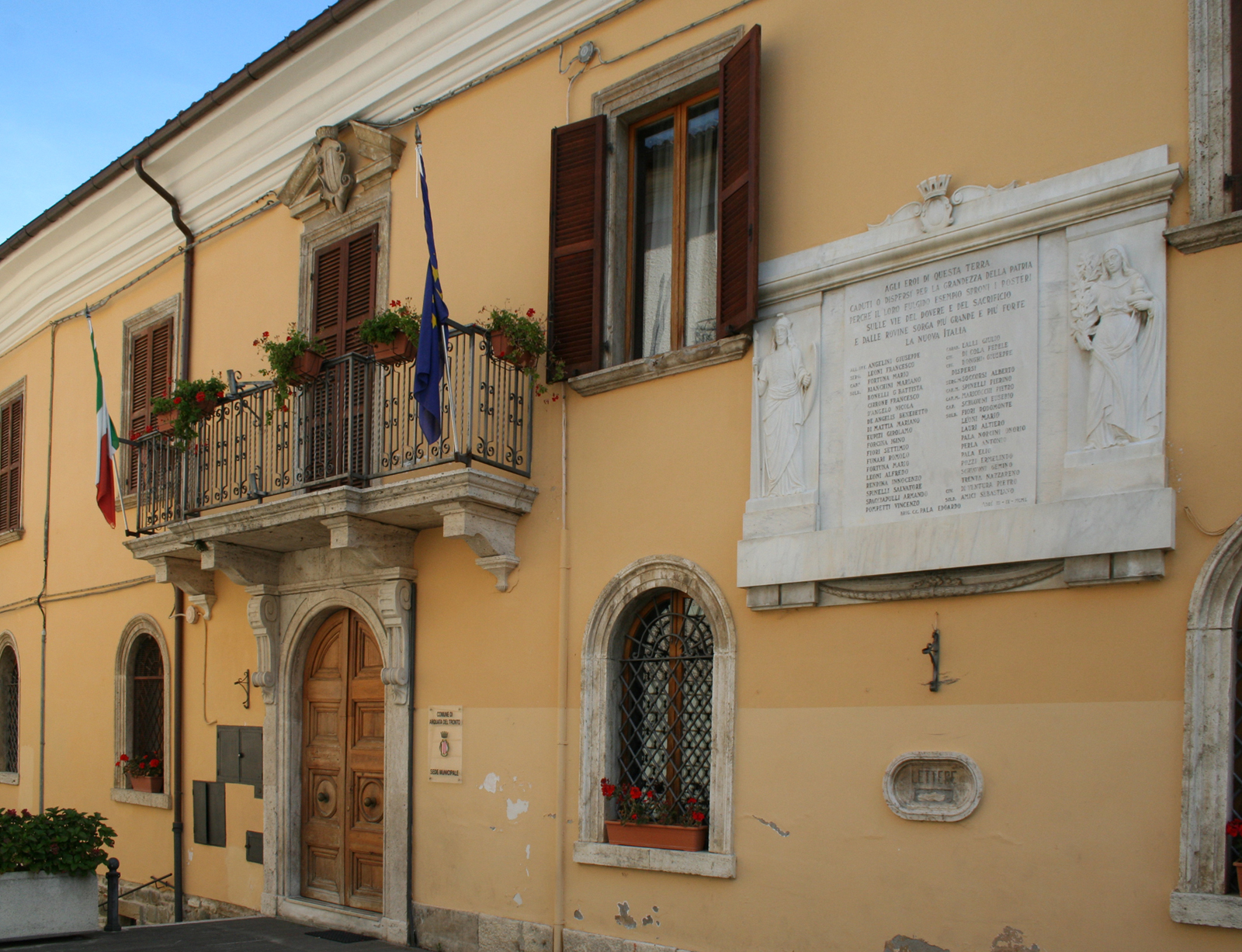
Municipio
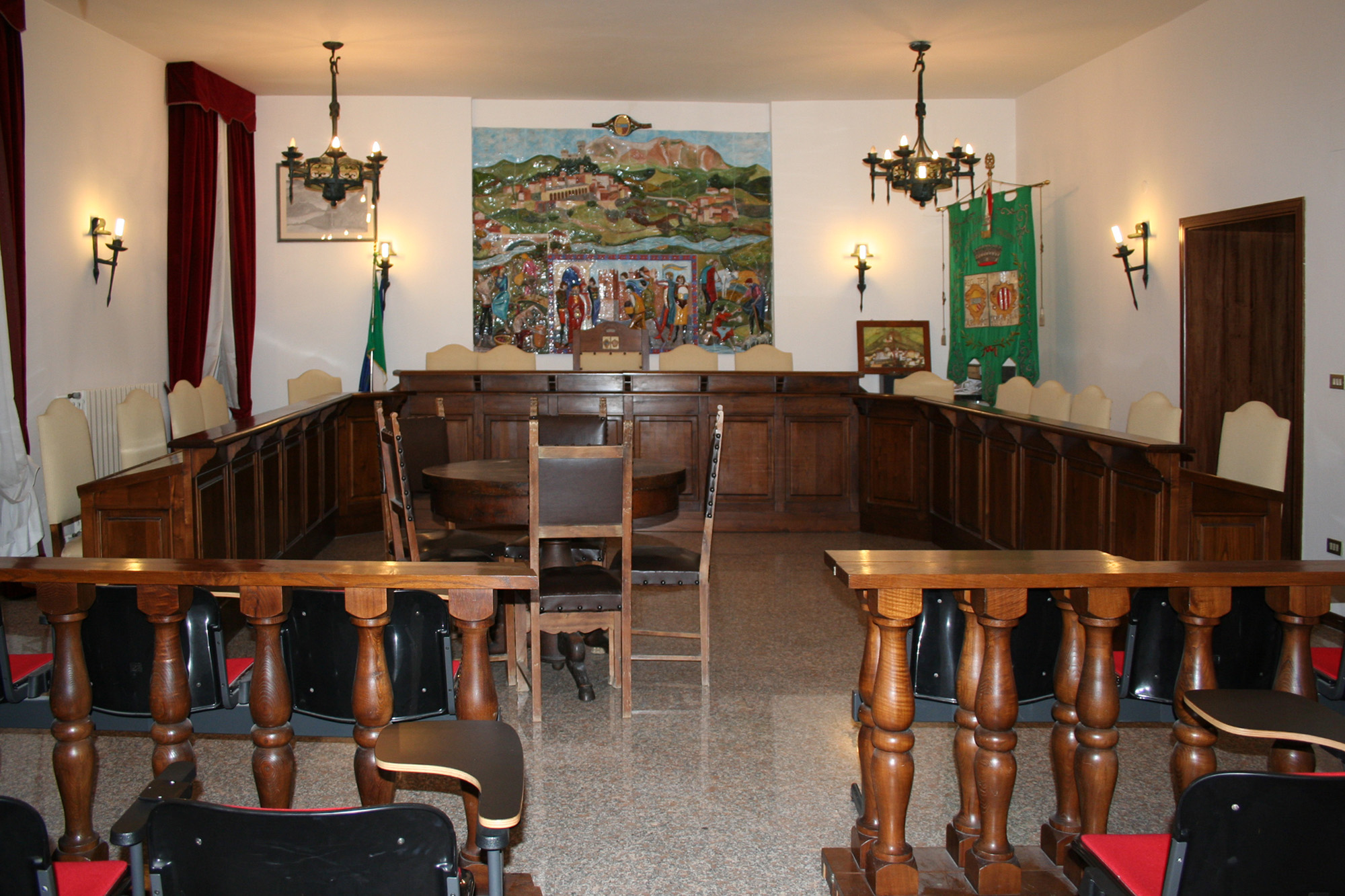
Sala del Consiglio

### Lo stemma
L'araldica dello stemma è descritta nello statuto comunale:
«Presenta una figura ovoidale a strisce bianche e rosse su fondo oro sovrastato da una corona turrita»
Lo stemma più antico della comunità di Arquata è datato XIV secolo. Mostrava all'interno di uno scudo l'effigie di san Pietro, patrono del castello, ritratto sopra una montagna con cinque cime, munito di chiavi e di Sacre Scritture. La rappresentazione era riproposta anche nei sigilli del XV e XVI secolo ritrovati in alcuni atti amministrativi sia presso l'Archivio Storico del Comune di Norcia sia presso l'Archivio di Stato di Ascoli.
Nella seconda metà del XVI secolo, nell'anno 1572, sebbene non si conoscano le ragioni politiche, lo stemma è stato cambiato dai priori comunali che hanno commissionato la realizzazione di uno scudo palato che recava la rappresentazione di sei pali verticali contigui e smaltati alternando i colori del bianco e del rosso. Nell'anno 1852 lo scudo è stato annoverato nel primo censimento ricognitivo degli stemmi comunali, ma nella rappresentazione grafica sono state erroneamente confusi i pali con le sbarre. Il simbolo araldico è stato, quindi, rappresentato con strisce diagonali anziché verticali. Il disegno dello scudo arquatano è essenziale e propone tre pali rossi verticali in campo bianco. Non esiste nell'archivio storico del comune alcuna traccia che possa precisare la sua origine o concessione. Al di fuori dell'arma e nella riproduzione lapidea sono proposti due motti: "Arquata Potest" ed "Arquata Reggia Terra". Gli amministratori arquatani hanno equivocato ciò che avevano trovato scolpito nella pietra dell'arma gentilizia di Regolo Tebaldeschi di Norcia. Questi aveva condotto la podesteria arquatana durante un ignoto periodo del XVI secolo. Lo stemma conservato presso il palazzo del municipio reca l'iscrizione “REG TEB AR POT” che per esteso va interpretato come: "REG(OLVS) TEB(ALDESCVS) AR(QUATE) POT(ESTAS)" ossia "Regolo Tebaldeschi Podestà d'Arquata", la stessa epigrafe che è stata intesa anche come "Regia Terra Arquata Potens".

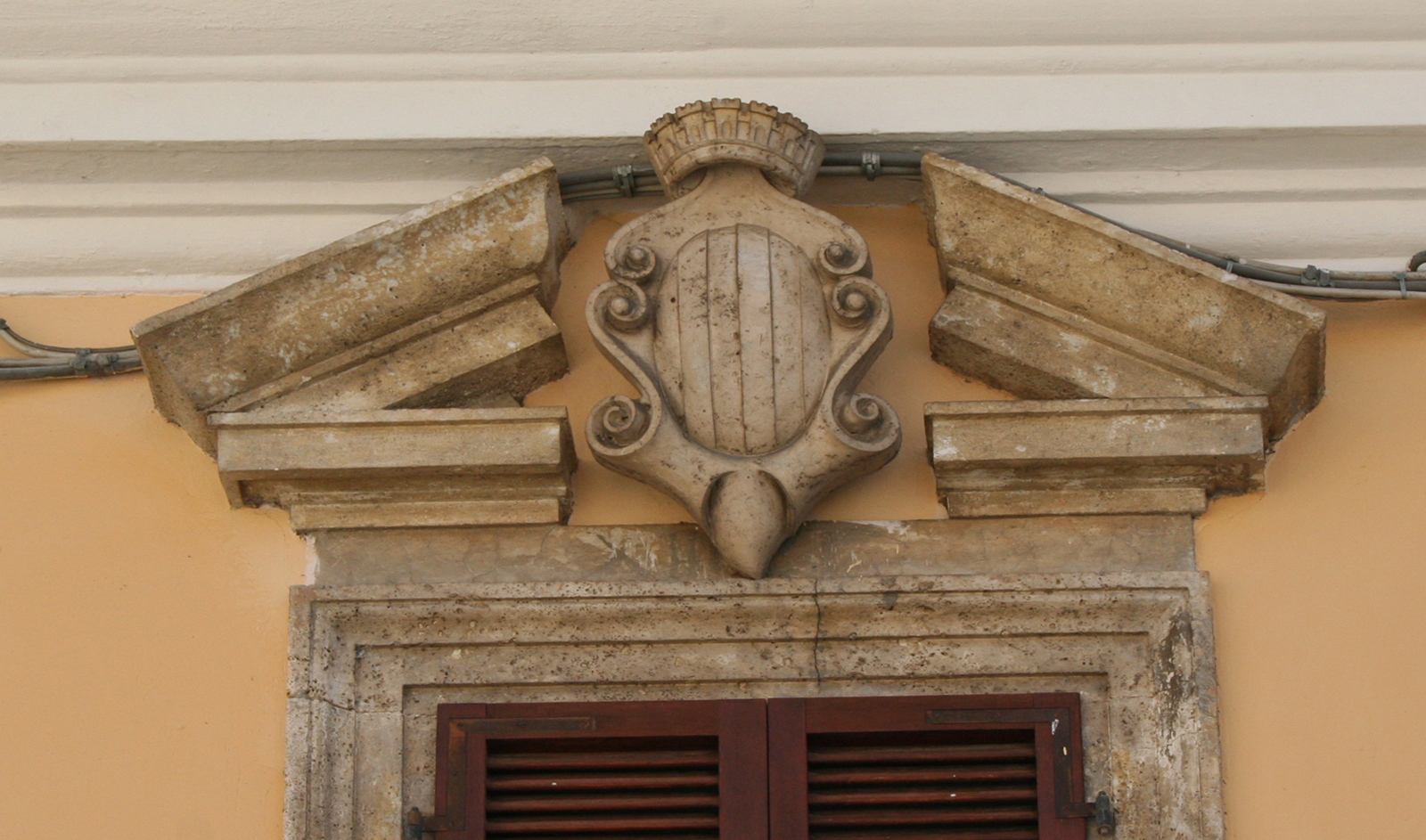
Riproduzione litica dello stemma civico sulla facciata del Municipio
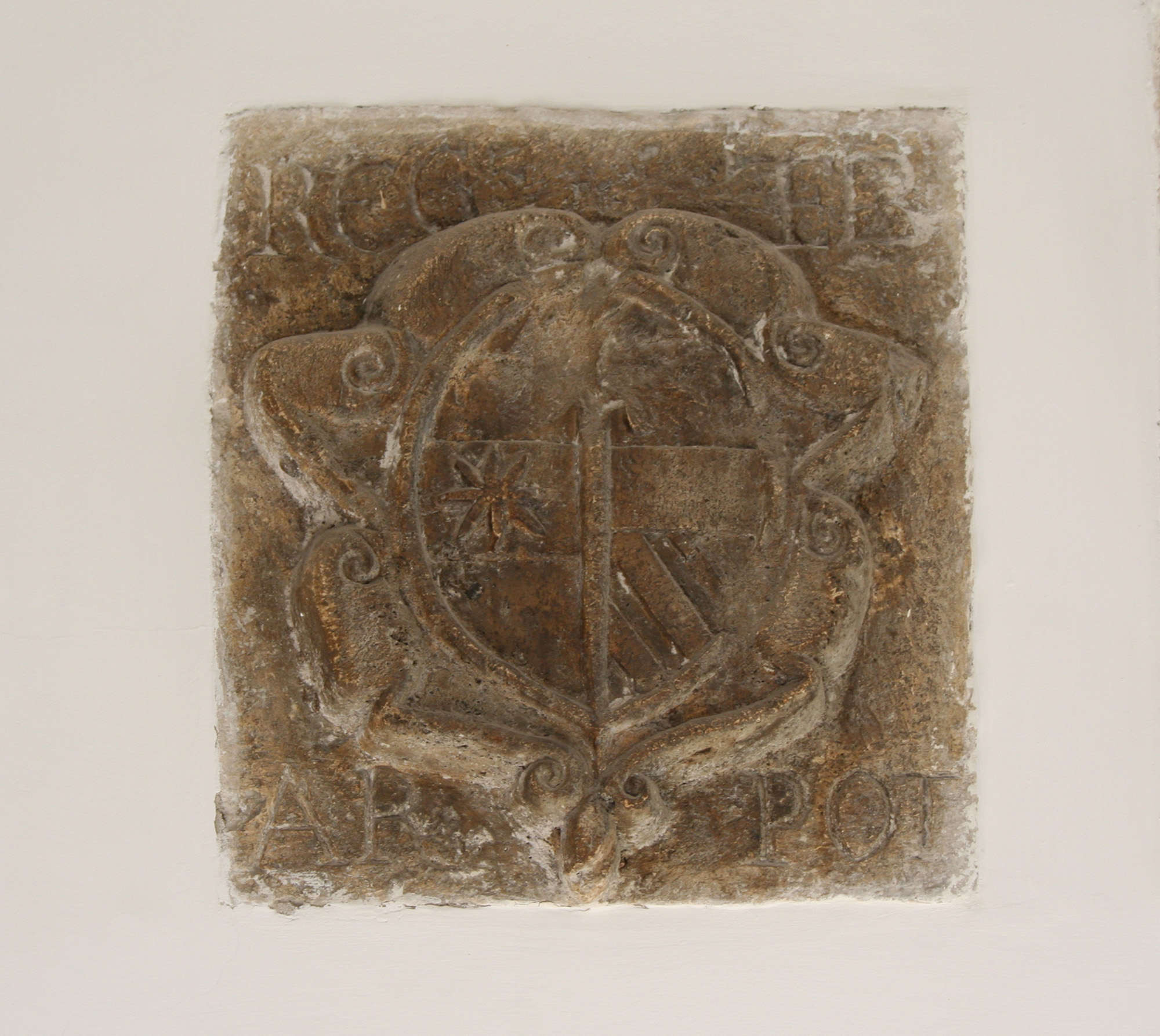
Scudo gentilizio di Regolo Tebaldeschi
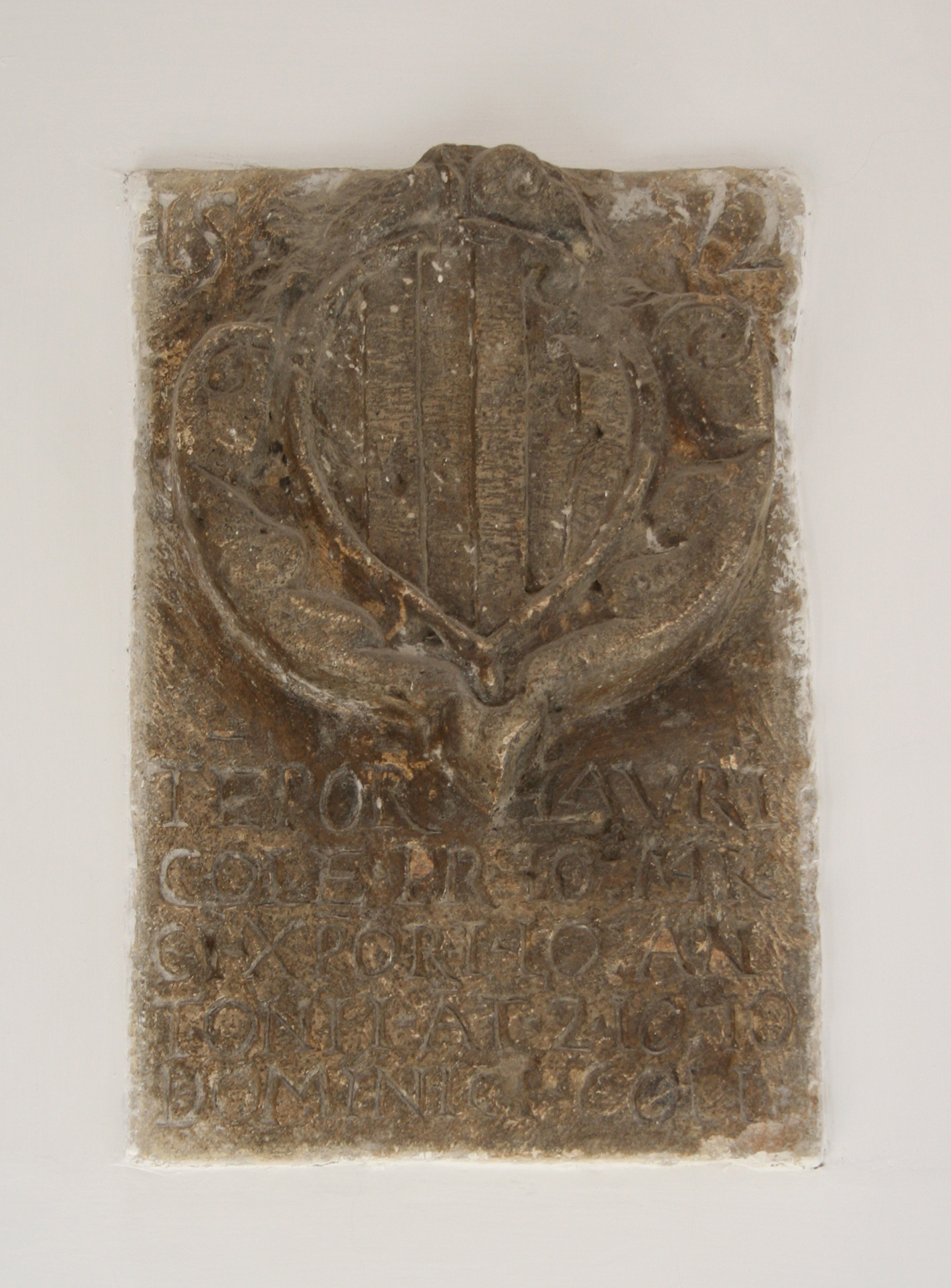
Scudo palato della comunità arquatana datato 1572

## Monumenti e luoghi d'interesse

### Architetture religiose

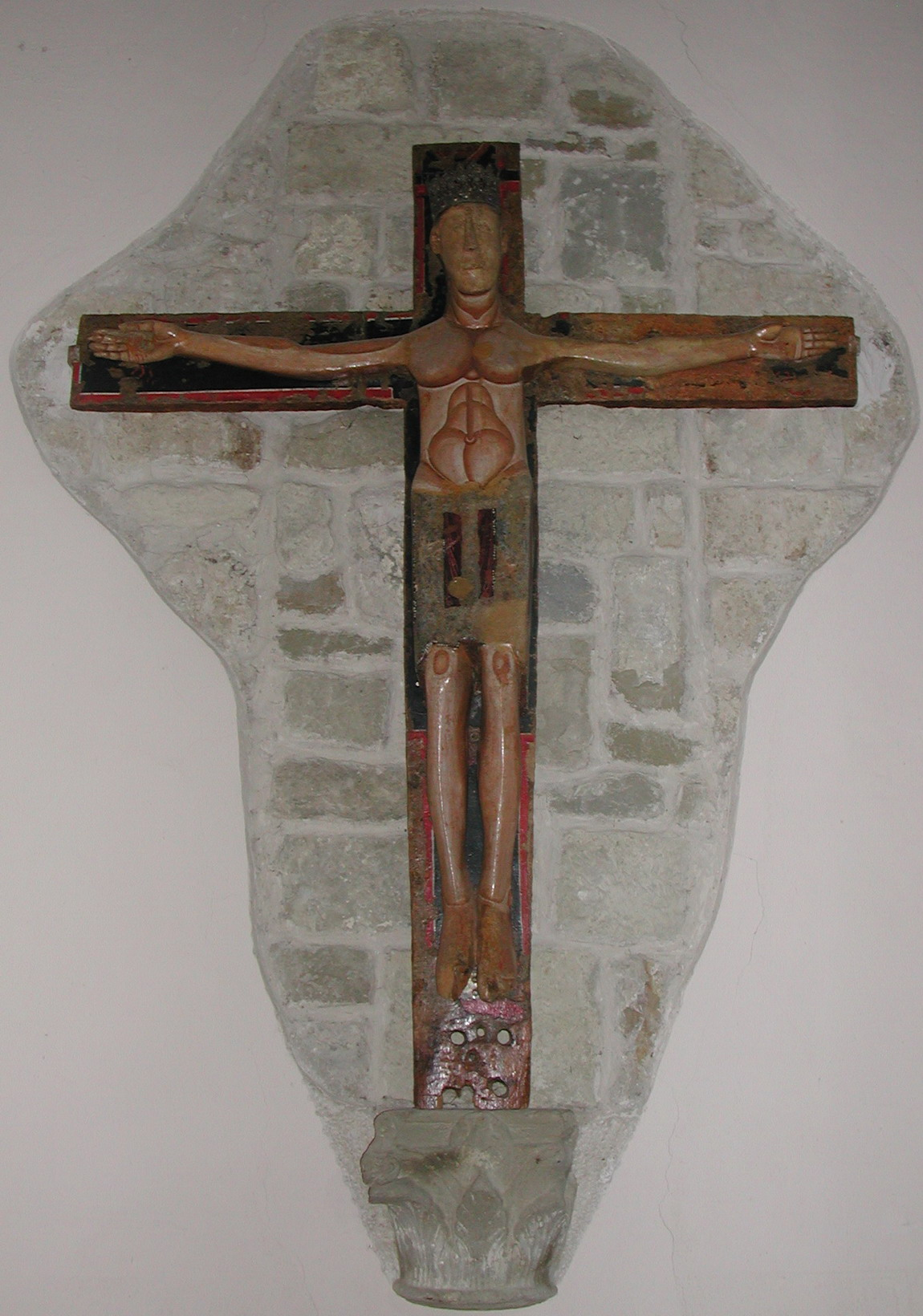
Crocifisso ligneo policromo del XIII secolo

#### Chiesa della Santissima Annunziata
È la chiesa parrocchiale di Arquata del Tronto. L'edificio religioso si trova nella zona centrale del paese, lungo la via che conduce alla Rocca. Di dimensioni modeste ha una facciata molto semplice con un importante portale scolpito in pietra arenaria. Il suo interno è costituito da un unico ambiente dove si trovano altari lignei, la cantoria, e collocata, sulla parete di fondo, una tela dell'Annunciazione del XVI secolo. L'arredo storico più noto di questa chiesa è costituito dal Crocifisso ligneo policromo della seconda metà del XIII secolo, esposto su di un capitello di tufo e considerato la statua sacra più antica delle Marche. L'opera proviene dalla chiesa di San Salvatore di Sotto di Ascoli e qui portata da un gruppo di arquatani che, nell'anno 1680, hanno avuto una disputa con gli ascolani. Il crocifisso, per le sue dimensioni, è idealmente collocabile al centro di un quadrato di metri 1.45 per 1.45. Ha uno spessore medio di 20 centimetri e si presenta come un'opera policroma con evidenti riferimenti allo stile bizantino. Dopo il suo restauro, avvenuto nel 1973, si apprezza maggiormente il suo originale rivestimento pittorico, prima nascosto da altri strati di ridipinture. Secondo alcuni esperti, l'opera è riferibile all'arte spoletina del XII secolo e del XIII secolo. Raffigura, come avveniva nell'arte popolare del tempo, un rigido Cristo crocifisso con braccia distese e arti inferiori paralleli. È stato realizzato da due frati benedettini, Raniero e Bernardo, che lo hanno firmato alla base. L'attuale lacunosa iscrizione riporta: «...TER RANIERI DOM... R ...DUS T AIDA... NU TP SU» che è stata letta, da Italo Zicari, con questa interpretazione: «frater Ranieri dominus corpus fecit (o pinxit) frater Berardus aidavit», traducibile come: «Frate Raniero scalpellò (o dipinse) il corpo del Signore, Frate Berardo lo aiutò». Sul capo di Gesù è posta una corona in argento sbalzato, ex voto degli abitanti di Arquata, che reca inciso: «ARQUATA COLERAE MORBO SERVATA SALVATORI SUO D.D. 1855» Il crocifisso è sempre stato particolarmente venerato dagli arquatani e non solo. Ancora oggi è condotto per le vie del paese in processione solenne.

#### Chiesa di San Francesco
L'edificio religioso si eleva nella frazione Borgo e rientra fra le proprietà dell'Amministrazione comunale di Arquata.

##### Cronologia storica essenziale
Antonio Salvi ricorda che il tempo di erezione della chiesa e della casa dei religiosi dell'Ordine francescano si colloca verso la metà del XIII secolo. Questa informazione sulle origini del complesso conventuale è riportata anche negli scritti dello Statuto Deruta, del 1465, in cui si legge che alcune fonti indicano come anno di edificazione il 1218. Al tempo la chiesa era intitolata a Santa Maria ma, in seguito, come è accaduto per altre sedi francescane, la dedicazione è stata cambiata e destinata a san Francesco.
- 1251 - Negli Annales Minorum il convento arquatano è citato con le parole: «Exordium accepit hoc anno 1251 die XVI Maii conventus Arquatae, quod in Piceno nobile oppidum est, in Appennino, ad dextram fluminis Trunti, elargientibus fundum devotis personis.» Il Libro delle sottomissioni nomina il luogo, ossia la residenza, dei frati minori («ad locum fratrum Minorum»), presso l'illustre Arquata, a proposito di un'adunanza documentata nel maggio dello stesso anno.[74]
- 1291 - Papa Niccolò IV ha accordato alla chiesa del convento 40 giorni di indulgenza.
- 1328 - L'8 settembre, «Giovannuccio Sapiicci da Monteleone» ha letto nell'aula della chiesa la dichiarazione di scomunica che colpiva tre frati francescani quali: Michele da Cesena, ministro generale dell'Ordine, Bonagratia da Bergamo, giurista, ed infine Guglielmo di Ockham, teologo e filosofo.[74]
- 1430 - Il vescovo di Ascoli Paolo Alberti ha concesso ai religiosi di Borgo la «quarta porzione canonica» per i servizi resi alle popolazioni arquatane.[74]
- 1476 - In questo anno il guardiano ed i frati conventuali hanno alienato un terreno di proprietà del convento ad un certo «ser Alo d'Arquata» per il prezzo concordato di 30 fiorini. L'acquirente non ha versato il corrispettivo pattuito e questa ragione ha dato vita ad una controversia tra i francescani ed il compratore. La richiesta di soluzione della vertenza fè stata inoltrata, per competenza territoriale, al Governatore di Ascoli ed, in seguito, alla sede apostolica. Papa Sisto V, con l'emanazione di un breve, è intervenuto a favore dei frati.[76]
- 1494 - Papa Alessandro VI ha concesso l'accordo ai religiosi di cedere la proprietà di un appezzamento di terreno. Il ricavato della vendita è stato impiegato per le necessità della chiesa di Borgo.[76]
- 1496 - Tra i documenti dell'Archivio notarile di Arquata, conservati presso l'Archivio di Stato di Ascoli Piceno, risulta l'atto di donazione, redatto dal notaio «Franciscus Luctius», di «Lucia Petrucctii Nardi» di Piedilama, dell'Ordine francescano secolare a favore del convento. La donna, con spirito di liberalità, ha ceduto con la formula «inter vivos» ai frati e al «maestro di sacra pagina Benedicto Marci di Arquata» un terreno sito in località «Le Corone»[76]
- 1540 - Il notaio «Antonius Ambra» riceve le volontà testamentarie di «Antonella, moglie di Florerio Arcangeli di Arquata» che lascia 3 fiorini per la pittura di una raffigurazione di san Francesco da collocarsi nella cappella della Vergine Maria di questa chiesa.[75]

##### Architettura
Di stile romanico conserva un portale del Cinquecento, la cantoria, il pulpito e altari lignei del XVI e XVII secolo. Al suo interno si trova custodita anche la cosiddetta "Sindone di Arquata". L'aula liturgica è adorna di un ricco corredo sacro costituito da opere lignee. Si mostra suddivisa in due navate scandite da colonne, a base quadrata, elevate con conci di pietra. Il soffitto, la cui esecuzione è attribuita alla scuola di Norcia, è realizzato interamente in legno lavorato a cassettoni modellati con forma quadrangolare recanti una decorazione circolare centrale a rilievo. Meritevole di interesse è anche la cantoria lignea, collocata all'ingresso, sostenuta da una colonna in pietra arenaria, a base ottagonale liscia, sormontata da un capitello quadrangolare scolpito con motivi fogliari. Vi è anche un pulpito ligneo poggiato su colonne tortili. Sulla parete di fondo si trova il coro ligneo, del Quattrocento, arricchito, in alto, dalla presenza di un crocifisso. Nella parete di sinistra sono presenti un altare realizzato in stucco dedicato alla Madonna del Rosario circondata dalla rappresentazione di quindici misteri, seguito dalla nicchia scavata in cui si scorge l'affresco, del 1527, di contesa attribuzione fra la scuola di Cola dell'Amatrice e la scuola di Norcia, raffigurante la Madonna col Bambino tra due santi. A questo si trova affiancato un altro altare ligneo che ospita il reliquiario di legno dorato. La tradizione attribuisce a questa raccolta, come ad altre affini, la provenienza dalla terra della Palestina. Diametralmente opposto, sulla parete di destra, vi è ancora un altare ligneo del Seicento dedicato a san Carlo Borromeo. Al centro, tra le colonne, si trova il dipinto dell'olio su tela che ritrae la figura del santo, adoratore della Sacra Sindone, la cui copia estratta è collocata a fianco. Alle opere ricordate si aggiungono le statue di san Francesco, realizzata in terracotta e legno, del XV secolo e sant'Antonio di Padova, posta all'interno di un'edicola votiva del XVI secolo. Durante i lavori di restauro, del 1980, sono stati scoperti sotto allo strato d'intonaco esterno della facciata due bassorilievi, di pietra arenaria, del X secolo. Il primo mezzo tondo è un lavoro piuttosto ricercato, finemente scolpito e particolareggiato, che raffigura la Madre di Dio e il Sacrificio del Cristo per la redenzione dell'umanità. L'umanità è rappresentata da piccole figure antropomorfe in basso. Il secondo bassorilievo reca scolpito un angelo che stringe nelle sue mani una bilancia. Il significato allegorico di questa rappresentazione è il riferimento al Giudizio universale e alla pesatura delle anime. Questi due rinvenimenti sono stati posti all'interno della parete della facciata della chiesa, mantenendo le stesse caratteristiche di altezza della primaria sistemazione sulla parete esterna d'ingresso.
A questa chiesa appartengono 2 campanili che accolgono 2 campane di diversa grandezza. La maggiore risale al XVII secolo ed è dedicata a Santa Maria degli Angeli e a san Francesco. La minore, (49 cm in altezza e 45,5 di diametro alla bocca), reca impressa l'iscrizione: «+ Laud[i]b(us) elatu(m) Fra(n)cisscu(s) canoniza(n)t.»

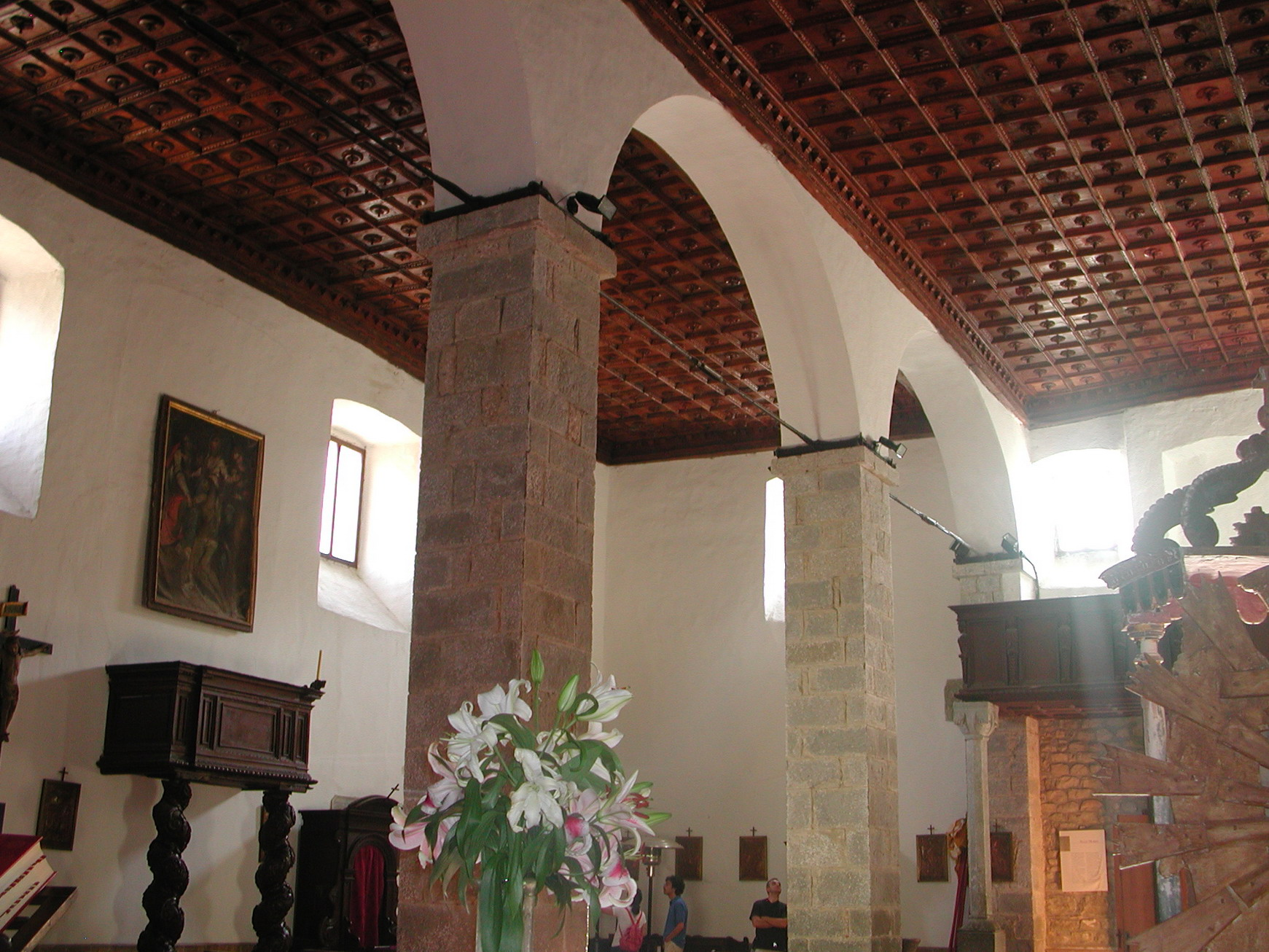
Interno della chiesa di San Francesco
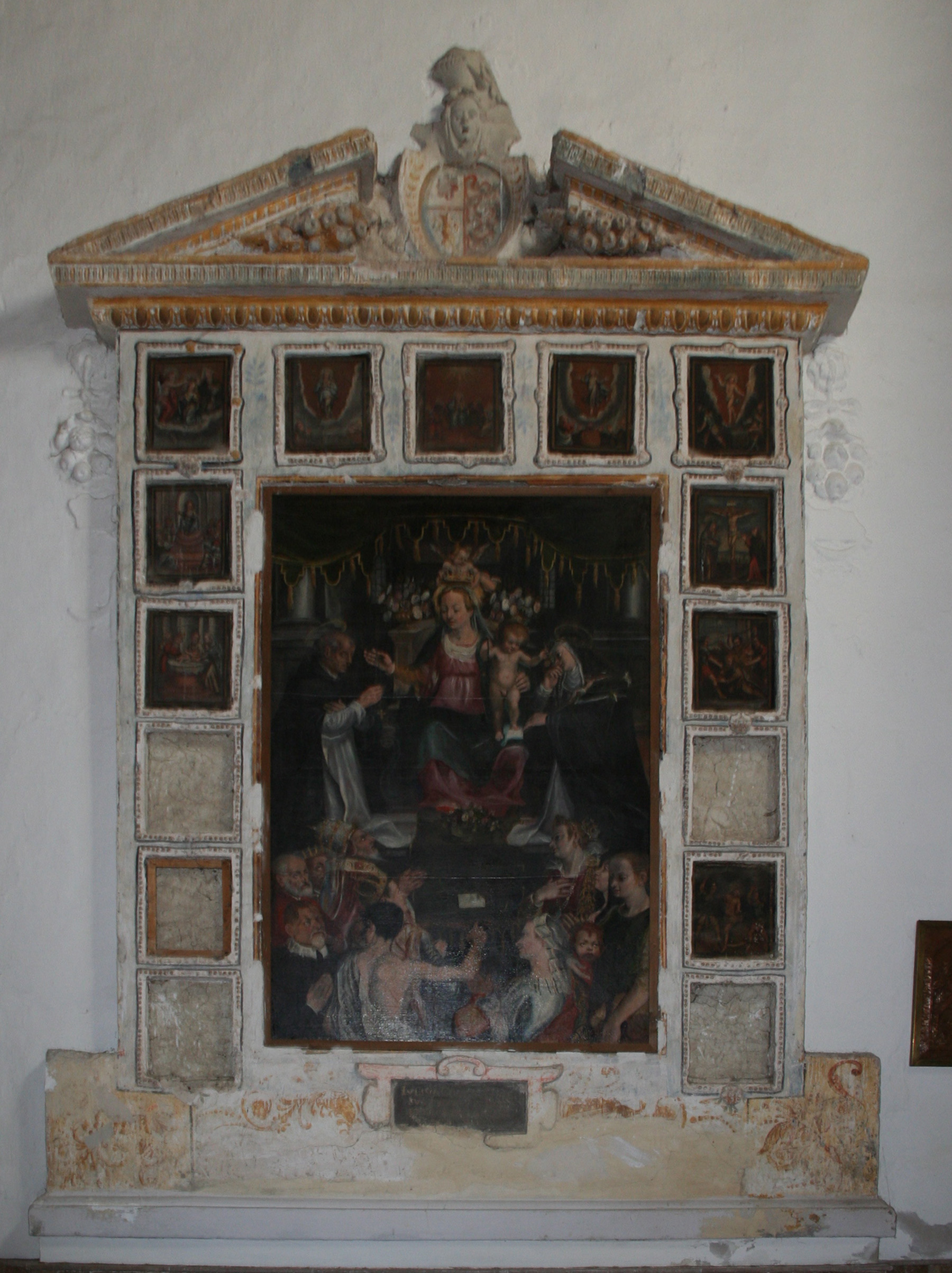
Altare in stucco dedicato alla Madonna del Rosario
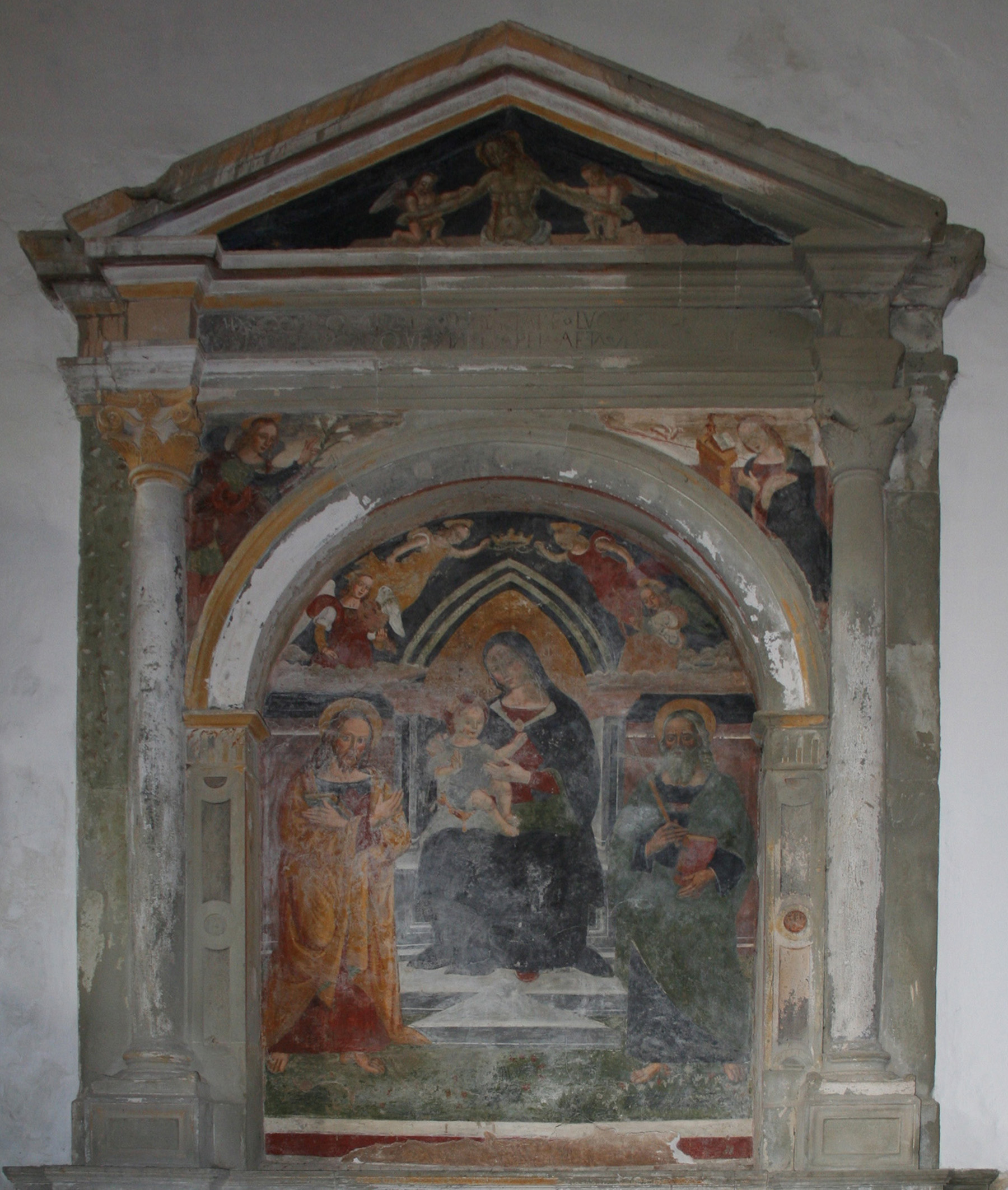
Affresco del 1527
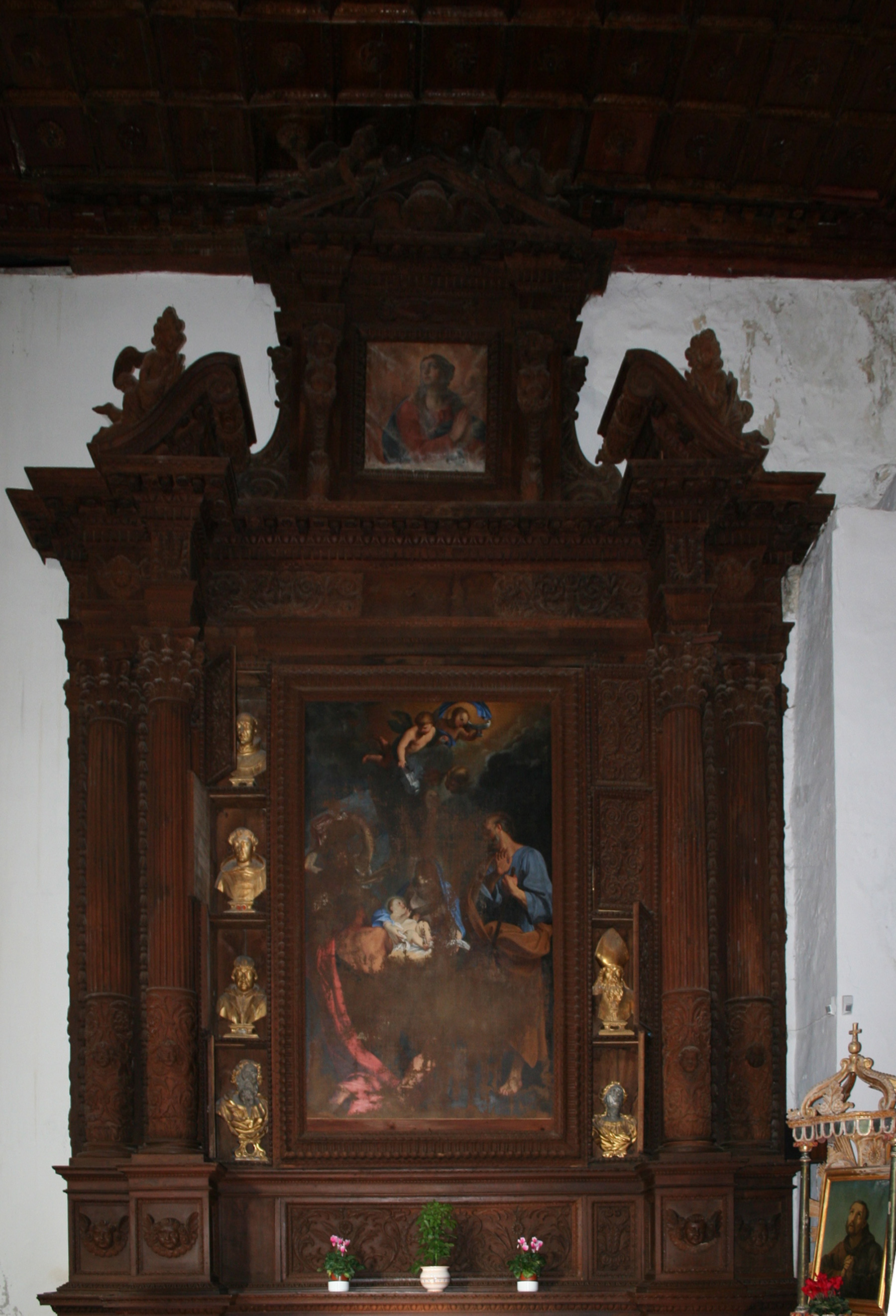
Reliquiario di legno dorato
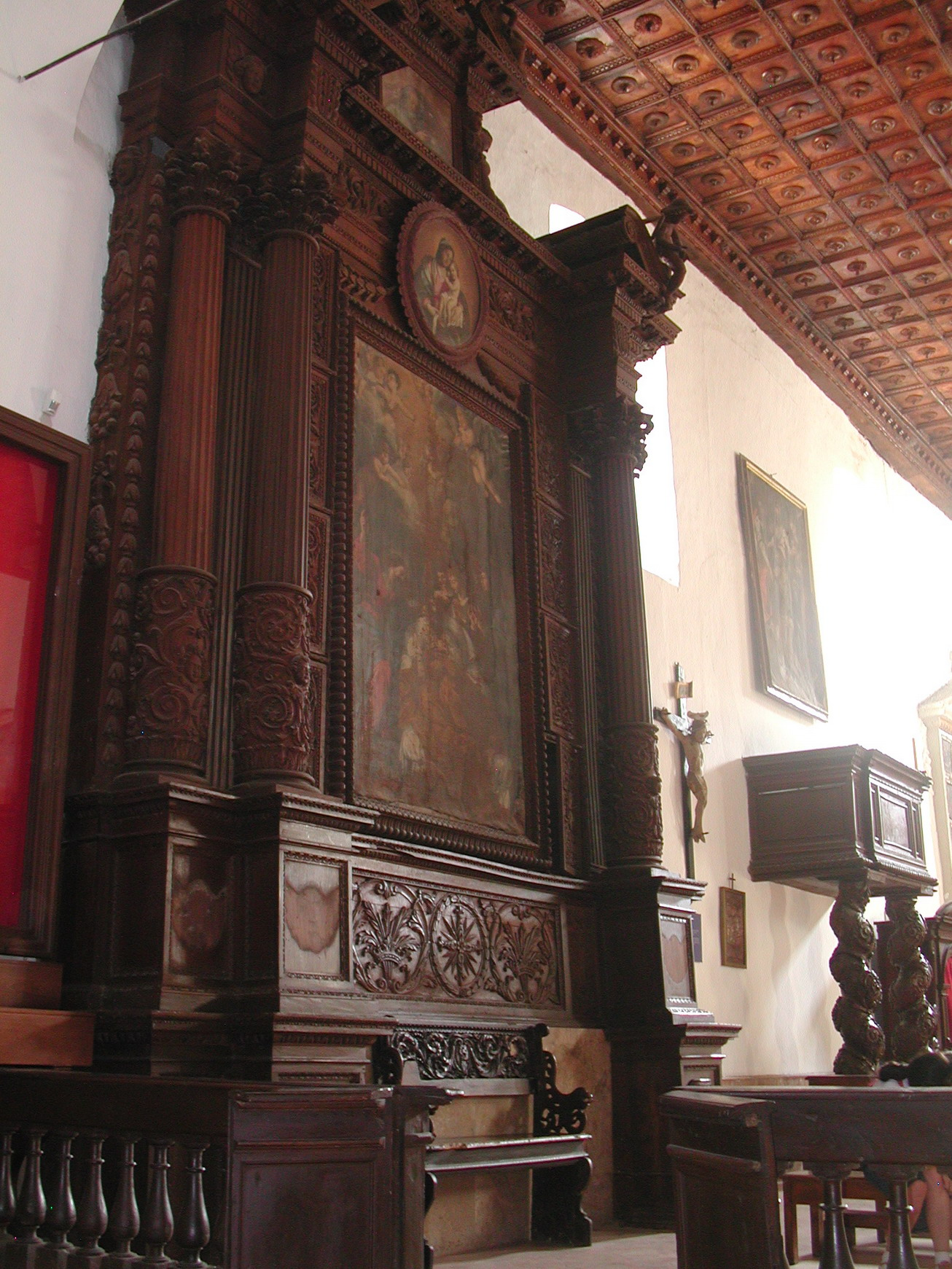
Altare ligneo dedicato a san Carlo Borromeo
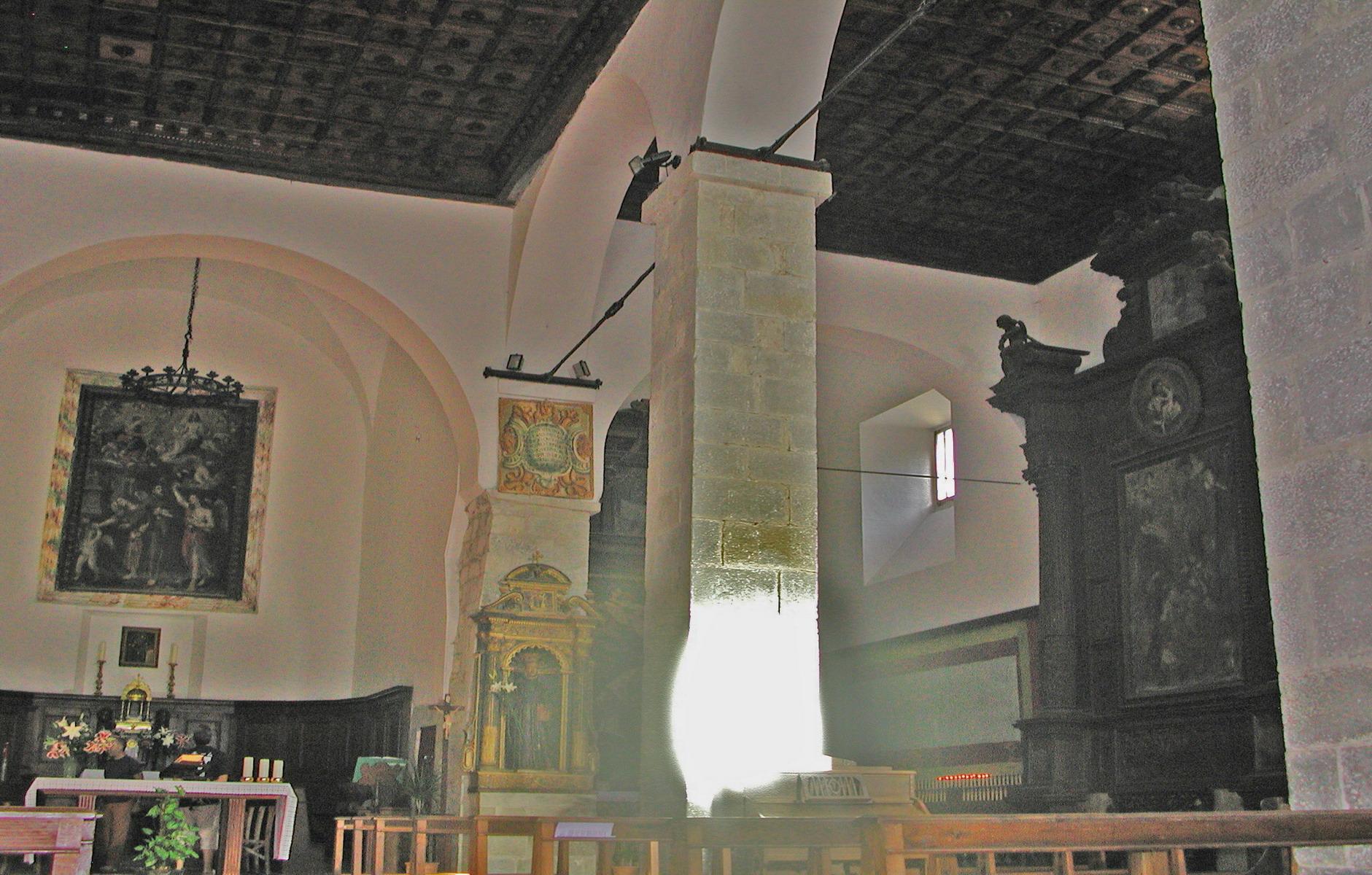
Interno della chiesa di San Francesco, sulla destra in fondo si vede l'estratto della Sacra Sindone

#### La Sindone di Arquata del Tronto

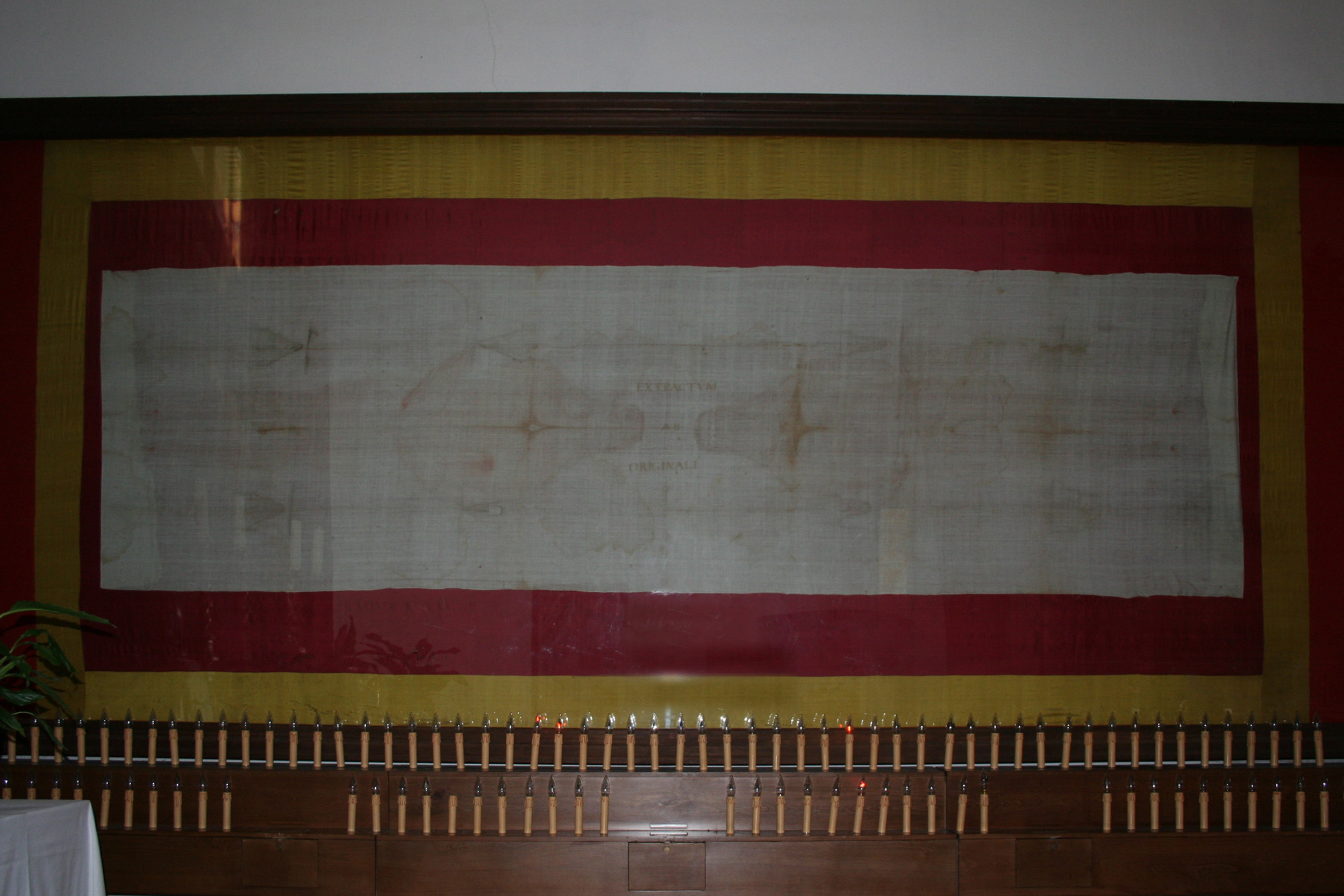
La Sindone di Arquata.

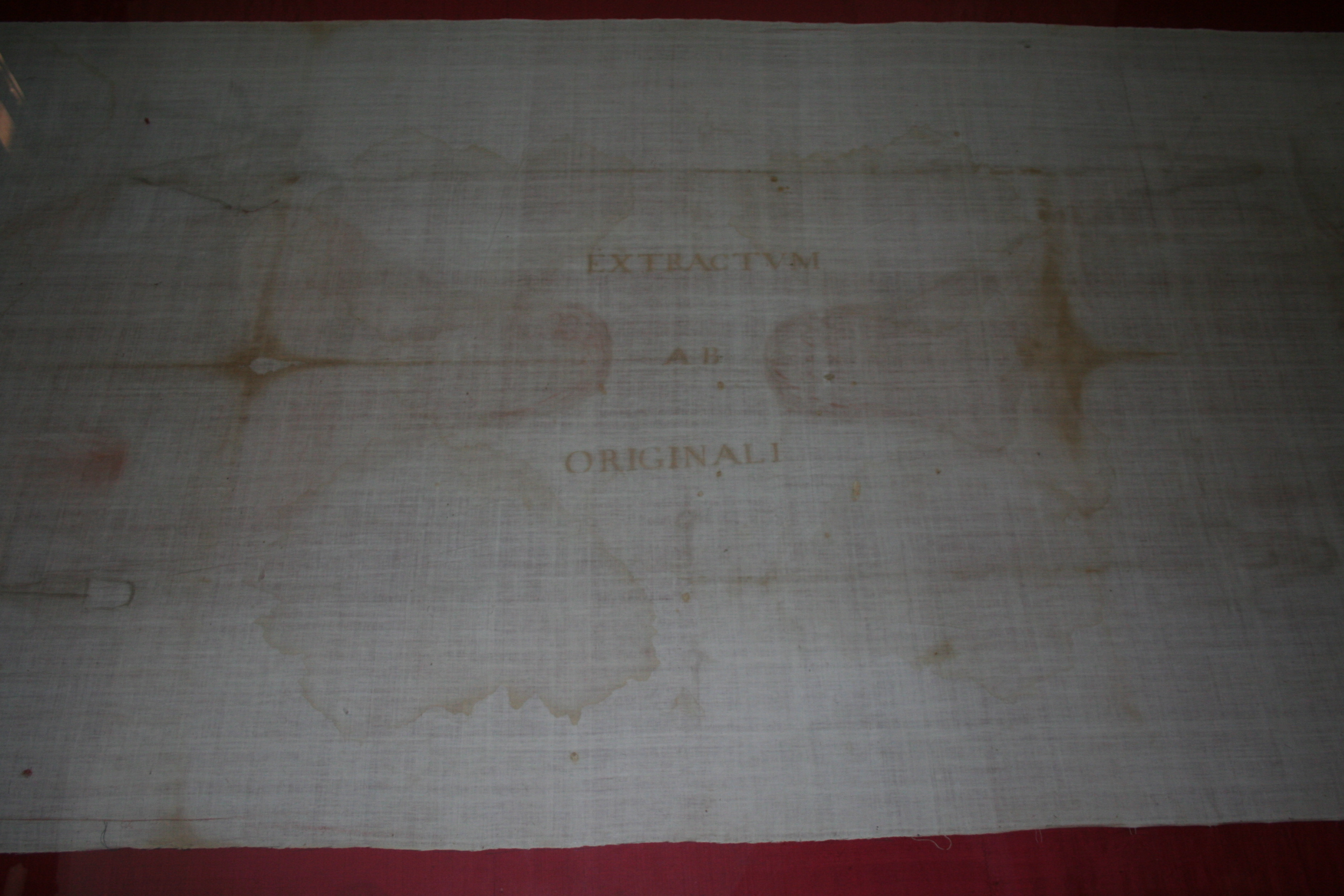
Particolare dell'iscrizione «EXTRACTVM AB ORIGINALI».

In pochi sanno che nella chiesa di San Francesco, di questa remota località appenninica si trova una copia della Sacra Sindone custodita a Torino. Si tratta di una fedele riproduzione del sacro lino che reca il dipinto della stessa immagine dell'uomo sindonico, flagellato e crocifisso. Il telo si compone di un unico panno tessuto in filo di lino lavorato con trama e ordito perpendicolari. Il lenzuolo, di forma rettangolare (440 cm in lunghezza e 114 cm in altezza), mostra al centro, nello spazio tra le impronte del viso e della nuca, la scritta in stampatello «EXTRACTVM AB ORIGINALI» (estratto dall'originale). La sindone di Arquata fu rinvenuta nel corso di lavori di conservazione e restauro della chiesa dedicata a san Francesco, eseguiti nel XVII secolo. Il telo si trovava piegato e racchiuso in un'urna dorata, nascosta dentro la nicchia di un altare.
Esiste una pergamena datata 1º maggio 1655, redatta ad Alba, firmata da Guglielmo Sanzia, cancelliere vescovile e notaio, e Paolo Brizio, vescovo e conte della città piemontese (1642 - 1665), che ne costituisce il certificato di autenticazione. Nel documento vi è scritto che nello stesso anno su petizione del vescovo Massimo Bucciarelli, segretario del cardinale Federico Borromeo, alla presenza di una commissione incaricata, nella piazza di Castelgrande di Torino, un lenzuolo di lino di egual misura è stato fatto combaciare con la Sindone. La reliquia è considerata un prezioso oggetto di venerazione per tutti i credenti arquatani, poiché la sua sacralità è stata ricavata dal contatto diretto con il telo funebre che ha avvolto il corpo di Cristo.
Sulle motivazioni che hanno spinto a eseguire la copia della sacra Sindone, la teoria più fondata sarebbe quella secondo la quale ci si volesse tutelare da possibili incidenti che potessero occorrere all'originale che, oltretutto, non era in possesso della Chiesa ma di Casa Savoia. L'aver posto la copia in un luogo così remoto dello Stato Pontificio conforta la tesi che questa volesse essere una sorta di "copia di sicurezza". Qui i francescani l'hanno custodita gelosamente per secoli, limitando le ostensioni e utilizzandola per le processioni solo in casi eccezionali; l'ultima volta fu in occasione della seconda guerra mondiale. Anche la copia della Sindone d'Arquata, come le altre esistenti, è stata messa di nuovo a contatto con il Sacro Lino torinese. L'ultimo accostamento dei due teli è avvenuto nell'anno 1931 in occasione dell'ostensione della Sindone. Questi contatti hanno lo scopo di rafforzare i poteri sacri delle copie che, secondo la credenza popolare, si trasmettono alle riproduzioni al momento della loro creazione. La reliquia, in perfetto stato di conservazione, è stata protetta in una teca su iniziativa della locale Amministrazione comunale per preservarla da atti vandalici o da possibili furti e si trova permanentemente esposta in chiesa.
Nel gennaio 2015 sono stati pubblicati i risultati di uno studio multidisciplinare sulla Sindone di Arquata, condotto dall'Unità Tecnica Sviluppo di Applicazioni delle Radiazioni del Centro Ricerche Frascati dell'ENEA, congiuntamente al CNR, all'Accademia di belle arti di Roma e al Dipartimento di Ingegneria Elettronica dell'Università degli studi di Tor Vergata (Roma).
Dopo gli eventi sismici che hanno interessato l'Italia centrale, la chiesa di San Francesco è risultata inagibile ed il telo della Sindone di Arquata, recuperato tra le macerie, è stato spostato ed esposto all'interno della cattedrale di Sant'Emidio.

### Architetture militari

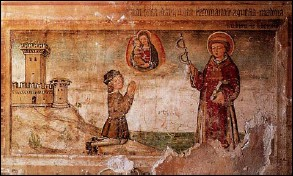
Ex Voto con ritratta l'immagine più antica della Rocca di Arquata, presso il Santuario dell'Icona Passatora.

- La Rocca è la fortezza, costruita tra il XIII e il XV secolo, con blocchi di pietra arenaria locale, sulla zona più alta del paese per scopi difensivi. L'opera rappresenta un'importante memoria di storia e di arte per Arquata e il suo territorio. Da secoli è spettatrice e protagonista delle tante vicende, lotte, contese e fatti d'arme che hanno disegnato la sorte di questo comune, divenendo col tempo il simbolo stesso dell'identificazione dell'arquatano, delle zone a sud del Vettore e dell'Alta valle del Tronto.[47]

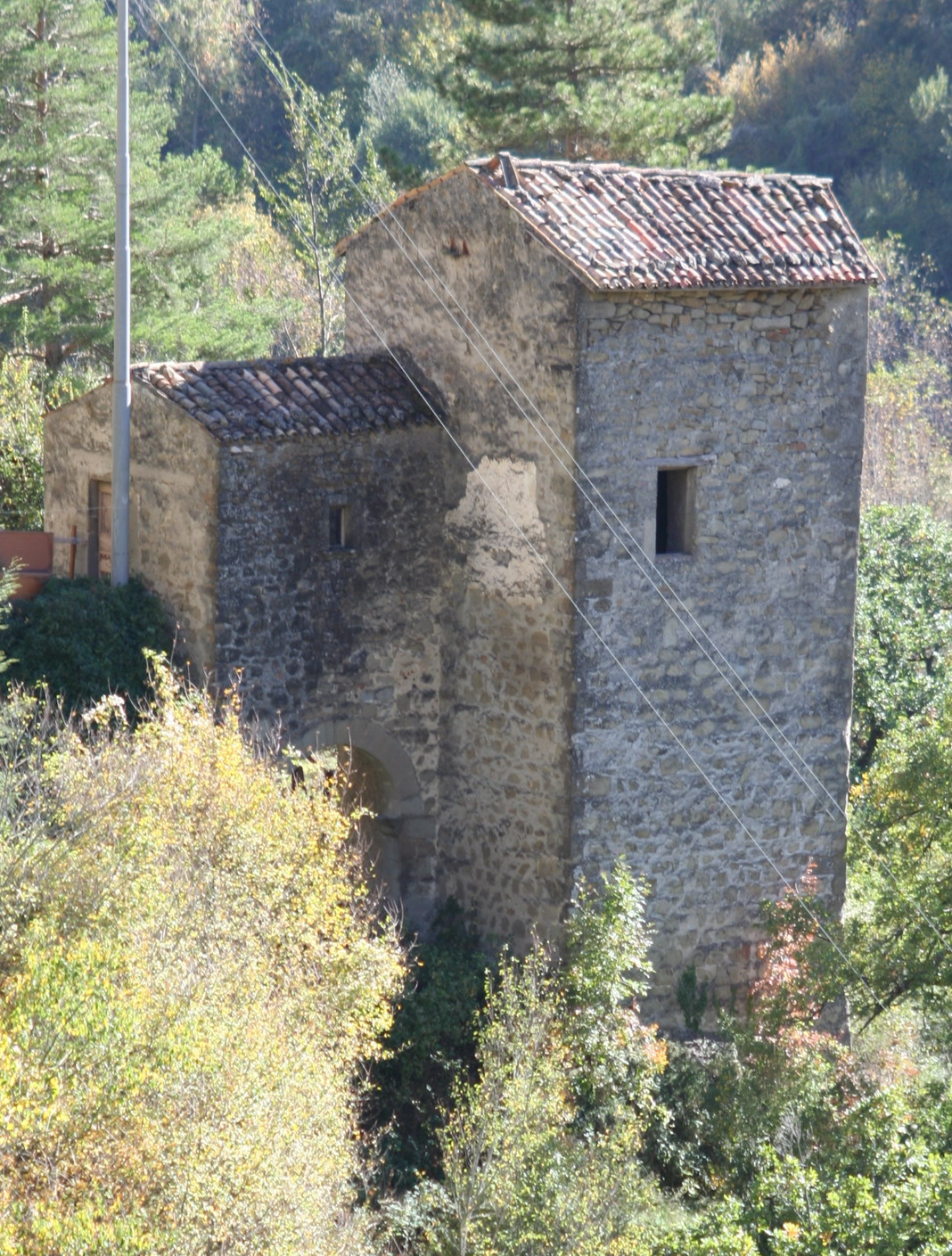
Porta di Sant'Agata

- La Porta di Sant'Agata è l'unico varco del piccolo borgo medioevale di Arquata che è giunto ai nostri giorni. Il paese, in tempi lontani, era circondato da mura di cinta aperte da ingressi che consentivano alle strade di accesso l'entrata nel centro abitato. Sotto questa porta passava la strada che raggiungeva il paese di Spelonga attraverso il sentiero che procede per Colle Piccione. L'edificio si eleva in posizione isolata rispetto al contesto urbano ed è raggiungibile tramite una scalinata che scende alla quota del fabbricato attraversando la vegetazione circostante. Nascoste tra il verde si osservano anche i resti delle mura che circondavano Arquata. Ben conservata, si compone di due stabili di semplice architettura che si elevano con altezze diverse, realizzati in conci irregolari di pietra arenaria locale. Gli unici conci regolari sono quelli che compongono l'arco a tutto sesto della costruzione più bassa. Posizionati sulla facciata esterna della porta, rispetto al borgo, si evidenziano due stemmi del XVI secolo. Quello alloggiato al di sopra dell'arco, verso il lato sinistro, si presenta a forma di scudo e nel suo campo si vede raffigurata un'aquila fissante un sole movente dal cantone sinistro dello scudo stesso. Questo simbolo è appartenuto alla famiglia norcina dei Quarantotto. L'altro stemma, sempre inciso su pietra, propone un cassero merlato alla ghibellina, con torre centrale e un sinistrocherio che esce dalla base della torre e impugna una spada alta in palo. Quest'ultimo, probabilmente, è riferibile alla famiglia norcina dei Passerini.[82][83]

## Società

### Evoluzione demografica
Abitanti censiti

### Istituzioni, enti e associazioni

#### Gruppo degli Alpini di Arquata del Tronto Giuseppe Crisciotti - ANA Sezione Marche

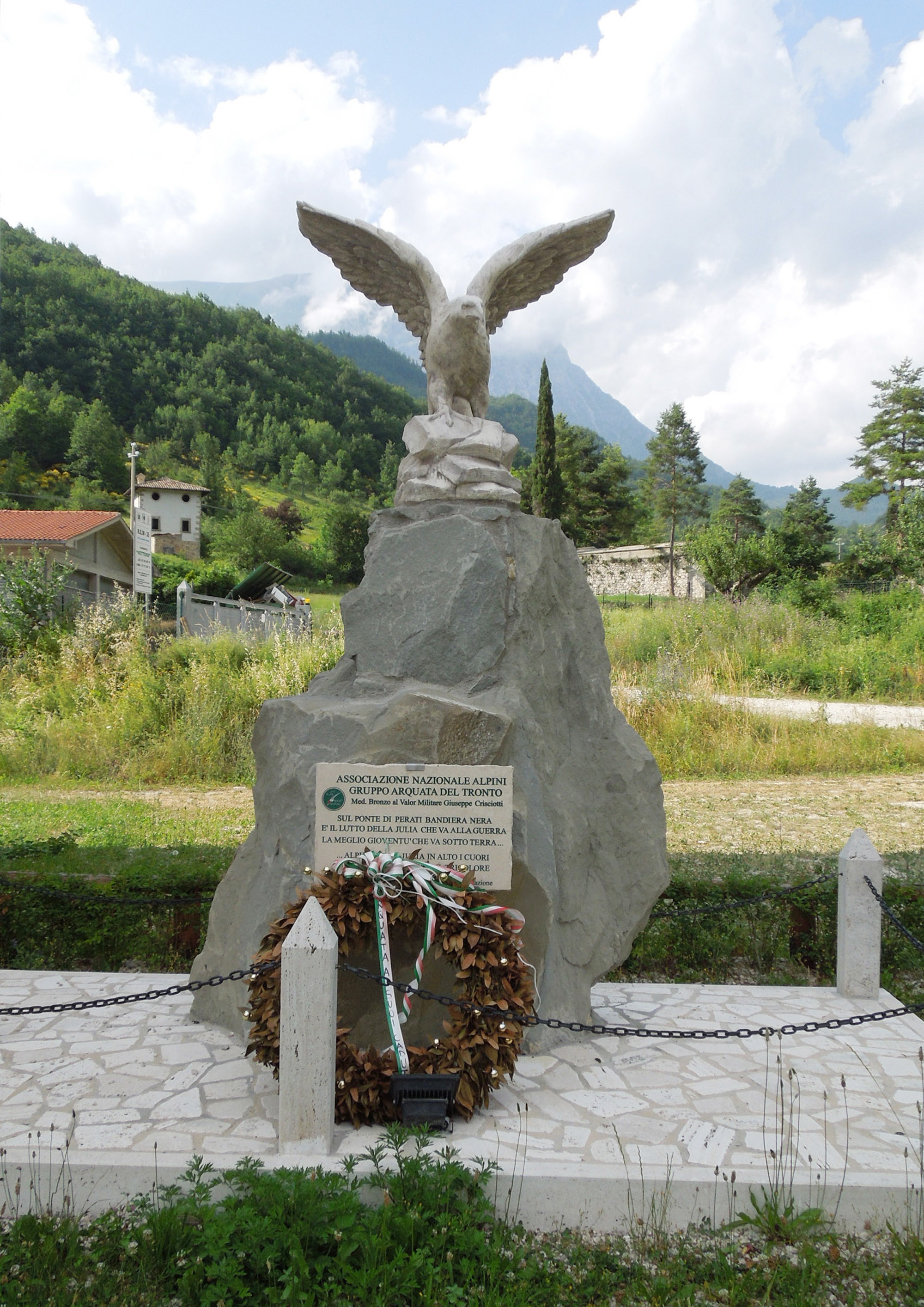
Monumento agli Alpini

Nel comune di Arquata del Tronto è stata istituita, negli anni ottanta, la sede del Gruppo degli alpini di Arquata del Tronto Giuseppe Crisciotti, Associazione Nazionale Alpini, Sezione Marche.
La sezione arquatana, dapprima ospitata nello stabile del vecchio asilo comunale sulla via Vecchia Salaria, è stata trasferita nella nuova sede di Borgo. È stata intitolata all'alpino Giuseppe Crisciotti, (1918-1943), appartenuto alla Divisione Julia, IX Reggimento, Battaglione L'Aquila, caduto nella campagna di Russia durante la seconda guerra mondiale e insignito della medaglia di bronzo al valor militare.

## Cultura

### Cinema
- Le riprese degli esterni del film Serafino, del 1968, di Pietro Germi furono girate ad Arquata del Tronto, Capodacqua, Spelonga e Colle.

### Eventi

#### Alla corte della regina

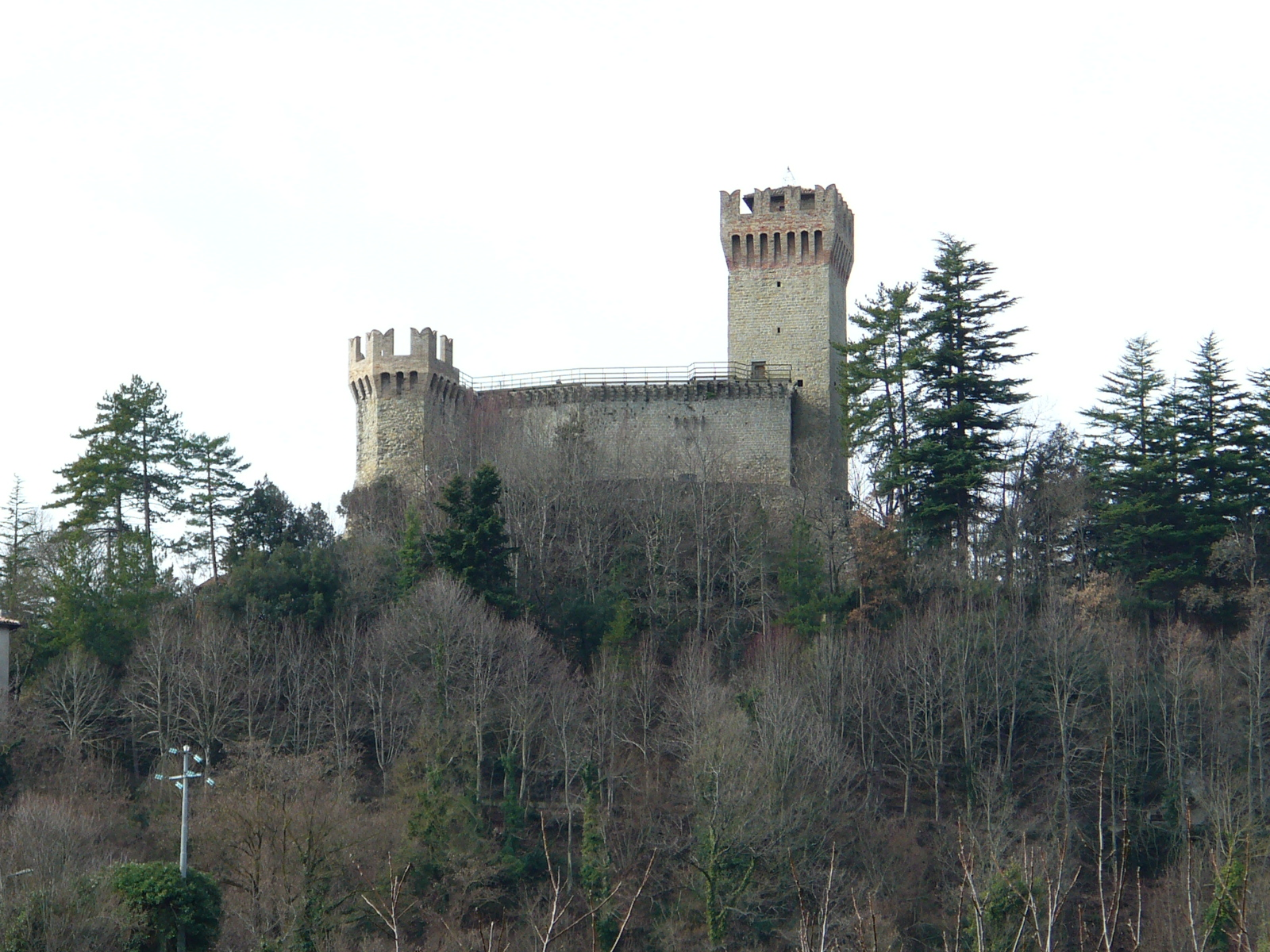
Altra immagine della Rocca.

La manifestazione è una rievocazione storica, in costume, che si tiene ogni anno ad Arquata. Ha luogo nel pomeriggio del giorno 19 agosto ed è stata istituita a ricordo del soggiorno, presso la Rocca, di Giovanna d'Angiò durante la prima metà del XV secolo. Per il paese l'evento rappresenta la sintesi dell'espressione della storia e delle tradizioni legate alla fortificazione che sovrasta il borgo. Lo svolgimento della manifestazione si compone di due momenti. Il primo è costituito dalla cerimonia detta “la discesa della regina”, ossia dalla sfilata in costume di molti figuranti che indossano abiti ispirati al Quattrocento.
Il corteo storico inizia a comporsi dalla Rocca e, percorrendo le strette vie del borgo, giunge fino a Piazza Umberto I. L'ordine di sfilata è aperto dai musici che con le loro chiarine e i loro tamburi annunciano l'arrivo della sovrana. Dopo questi c'è la regina, seguita dai paggetti che sostengono il lungo strascico dell'abito, accompagnata dalle sue dame di corte. Si aggiungono i notabili, le damigelle, gli armigeri, gli arcieri, i pastori e gli sbandieratori che si esibiranno mostrando abilità nelle coreografie create per maneggiare con destrezza i loro vessilli. La piazza del paese è la sede del secondo momento della rievocazione. Qui, dopo l'arrivo del corteo, si tiene una cena all'aperto presieduta dalla castellana. Il banchetto propone un menù a base di pietanze medievali. Tutti gli ospiti sono intrattenuti da danzatori, musici e artisti che propongono giochi di strada.

## Infrastrutture e trasporti

### Strade
Arquata si trova lungo la Strada statale 4, l'antica Via Salaria, che oggi è una strada ad una sola carreggiata ma in buona parte a scorrimento veloce (con diversi tratti ancora da ammodernare). La Salaria collega Arquata da un lato a Roma, Rieti e Amatrice, dall'altro al capoluogo Ascoli Piceno e al mare Adriatico. Inoltre, nei pressi di Arquata, dalla Salaria si stacca la strada statale 685 delle Tre Valli Umbre, che la collega a Norcia e Spoleto.

### Ferrovie
Arquata non è servita da alcuna linea ferroviaria. Il paese avrebbe dovuto essere collegato dalla Ferrovia Salaria (Roma-Rieti-Ascoli Piceno-San Benedetto del Tronto), che fu più volte progettata ma mai realizzata.

## Geografia antropica

### Frazioni
- Borgo - Piccolo centro il cui incasato sorge quasi attaccato al paese capoluogo, anticamente dedito al commercio è rimasto sempre legato alle vicende e al destino storico di Arquata. Ospita la chiesa dei SS. Pietro e Paolo e la chiesa e il convento di San Francesco.
- Camartina - Piccolissimo centro abitato 706 m s.l.m., composto da poche case, raggiungibile dalla diramazione della Vecchia Salaria nei pressi di Borgo. Il paese si trova lungo la valle dell'omonimo Fosso Camartina e accoglie al suo interno la chiesa dedicata a sant'Emidio.
- Capodacqua - Frazione che si trova verso il lembo estremo della regione Marche al confine con Lazio e Umbria. Nel suo tessuto urbano vi è l'Oratorio della Madonna del Sole.
- Colle – Paese tra i più popolati del comune arquatano conserva ancora oggi molte abitazioni in pietra. Tra le attività commerciali si ricorda la produzione del carbone vegetale da combustione. Appartiene a questo borgo la chiesa di San Silvestro.
- Faete – Piccolo centro che sorge in un bosco di faggi, si presenta ben conservato e gode del panorama sul capoluogo essendo stato costruito sull'altura che fronteggia la Rocca. Accoglie nelle sue vicinanze la chiesa della Madonna della Neve.
- Pescara del Tronto – Frazione che si trova a 4 km dal capoluogo, seguendo la Vecchia Salaria verso Roma. Il centro è noto per il suo acquedotto e per avere la croce astile in rame sbalzato che si annovera tra le più antiche e migliori per stato di conservazione delle Marche.
- Piedilama – Frazione che si colloca prima del paese di Pretare salendo verso Forca di Presta.
- Pretare – Il centro abitato sorge alle falde del monte Vettore ed è noto per la leggenda delle fate legata alla grotta della Sibilla Appenninica. Di particolare interesse anche i resti dell'antica fornace, poco distanti dal centro urbano.
- Spelonga - La frazione è uno dei paesi più grandi e popolosi del comune, nota per avere molte abitazioni in pietra che spesso mostrano scalette esterne, loggette e architravi di porte con bassorilievi. Ricorrente è l'immagine di un angelo in volo.
- Trisungo - Il paese è identificato come la Statio di Ad Centesimum dell'Itinerario antonino. Ha l'incasato che si distribuisce lungo la riva destra del fiume Tronto ed è costeggiato dalla consolare Salaria. Accoglie un antico ponte, un cippo miliare dell'età di Augusto e la chiesa di Santa Maria delle Grazie.
- Tufo - È un piccolo borgo poco popolato che viene identificato come la Statio "Ad Martis" della Tavola Peutingeriana.
- Vezzano - La frazione si trova fra i paesi di Arquata e di Pescara del Tronto. Conserva nel suo centro urbano parecchie abitazioni in pietra locale.

### Altre località del territorio
- Forca Canapine - Valico appenninico tra Marche e Umbria, parte del suo comprensorio ricade nel territorio del comune di Arquata.
- Forca di Presta - Valico appenninico alle falde del monte Vettore che divide le Marche dall'Umbria.

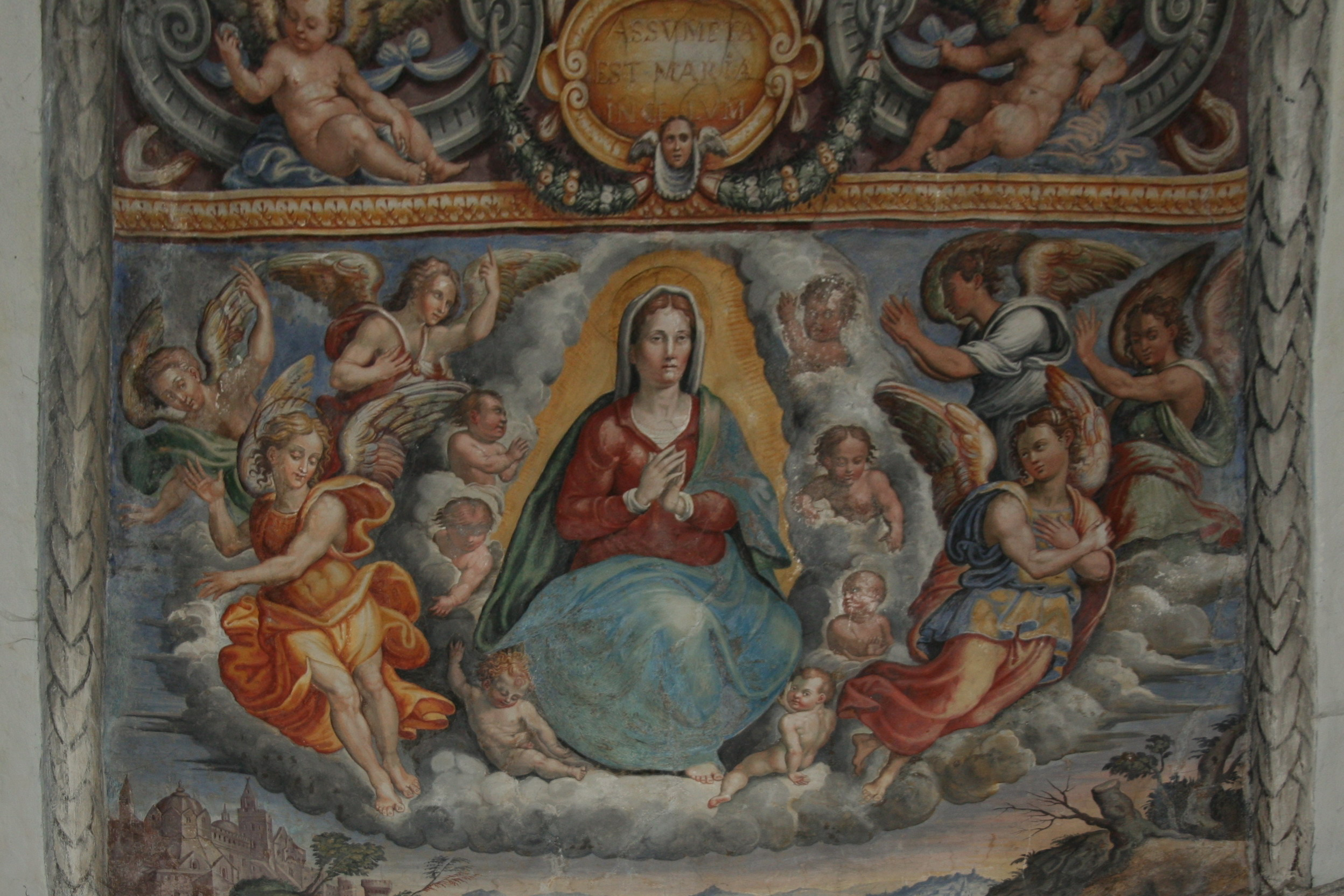
Oratorio della Madonna del Sole di Capodacqua, affresco interno
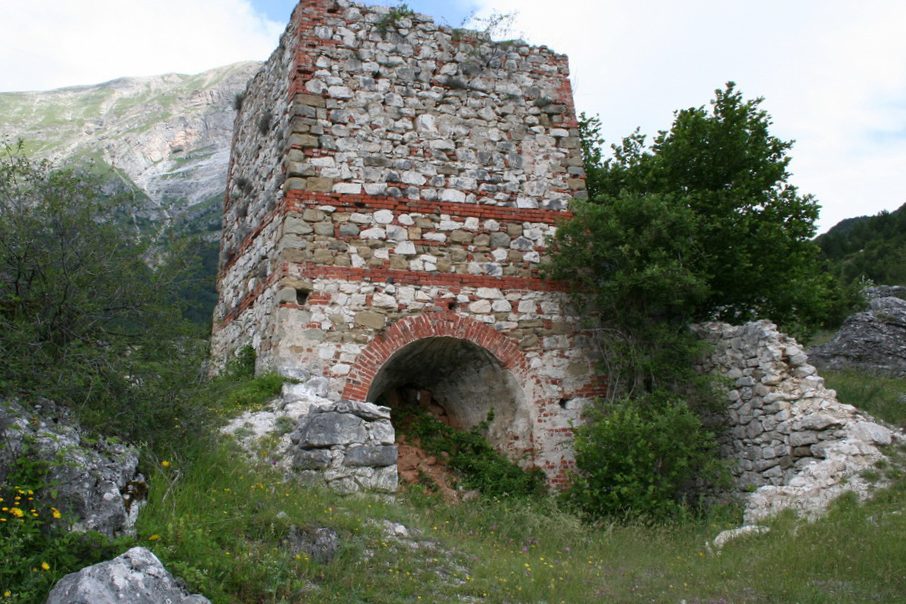
L'antica fornace di Pretare

## Amministrazione

### Sindaci del Comune di Arquata dal 1946
| Periodo          | Periodo          | Primo cittadino    | Partito                 | Carica      | Note     |
| ---------------- | ---------------- | ------------------ | ----------------------- | ----------- | -------- |
| 1946             | 1952             | Mario Cataldi      |                         | Sindaco     |          |
| 1952             | 1960             | Ennio Petrucci     |                         | Sindaco     |          |
| 1960             | 1966             | Luigi Fede         |                         | Sindaco     |          |
| 1966             | 1971             | Augusto Giammiro   |                         | Sindaco     |          |
| 1971             | 1977             | Alberto Piermarini |                         | Sindaco     |          |
| 1977             | 1982             | Augusto Giammiro   |                         | Sindaco     |          |
| 1982             | 1987             | Alberto Piermarini |                         | Sindaco     |          |
| 1987             | 1988             | Francesco Di Cola  |                         | Sindaco     |          |
| 7 luglio 1988    | 6 giugno 1993    | Guido Franchi      |                         | Sindaco     |          |
| 7 giugno 1993    | 27 aprile 1997   | Guido Franchi      |                         | Sindaco     |          |
| 28 aprile 1997   | 13 maggio 2001   | Guido Franchi      | Lista civica            | Sindaco     |          |
| 14 maggio 2001   | 28 maggio 2006   | Aleandro Petrucci  | Lista civica            | Sindaco     |          |
| 29 maggio 2006   | 15 maggio 2011   | Aleandro Petrucci  | Lista civica            | Sindaco     |          |
| 16 maggio 2011   | 5 giugno 2016    | Domenico Pala      | Insieme per Arquata     | Sindaco     |          |
| 6 giugno 2016    | 23 dicembre 2020 | Aleandro Petrucci  | Esperienza rinnovamento | Sindaco     | deceduto |
| 24 dicembre 2020 | 3 ottobre 2021   | Michele Franchi    | Lista civica            | Vicesindaco |          |
| 4 ottobre 2021   | in carica        | Michele Franchi    | Lista civica            | Sindaco     |          |

## Economia
L'economia di questo piccolo comune è principalmente legata alle risorse del territorio. Vicino al paese di Capodacqua è presente un impianto per la produzione idroelettrica. Come per tutte le popolazioni di montagna, anche nel comprensorio arquatano, la risorsa del bosco è, ed è stata, storicamente uno dei maggiori riferimenti per l'intera vita della comunità. Ai nostri giorni, sebbene alcune fonti di reddito siano cambiate, la generosa biodiversità che offrono le estese realtà boschive costituisce il serbatoio di un importante capitolo di rendita. Ancora oggi le attività lavorative sono attuate con tecniche di sfruttamento e produzione assolutamente tradizionali. Dalla prodigalità dei boschi provengono: alcune varietà di mele antiche di montagna tra le quali la mela rozza utilizzata per le composte e per le marmellate, le mele rosa dei monti Sibillini, more di rovo, miele. Buona parte delle occupazioni ruotano intorno all'agricoltura, all'allevamento ovino ed ai prodotti derivati, alla raccolta di frutta, alla fruizione del patrimonio forestale della montagna e del bosco ceduo.

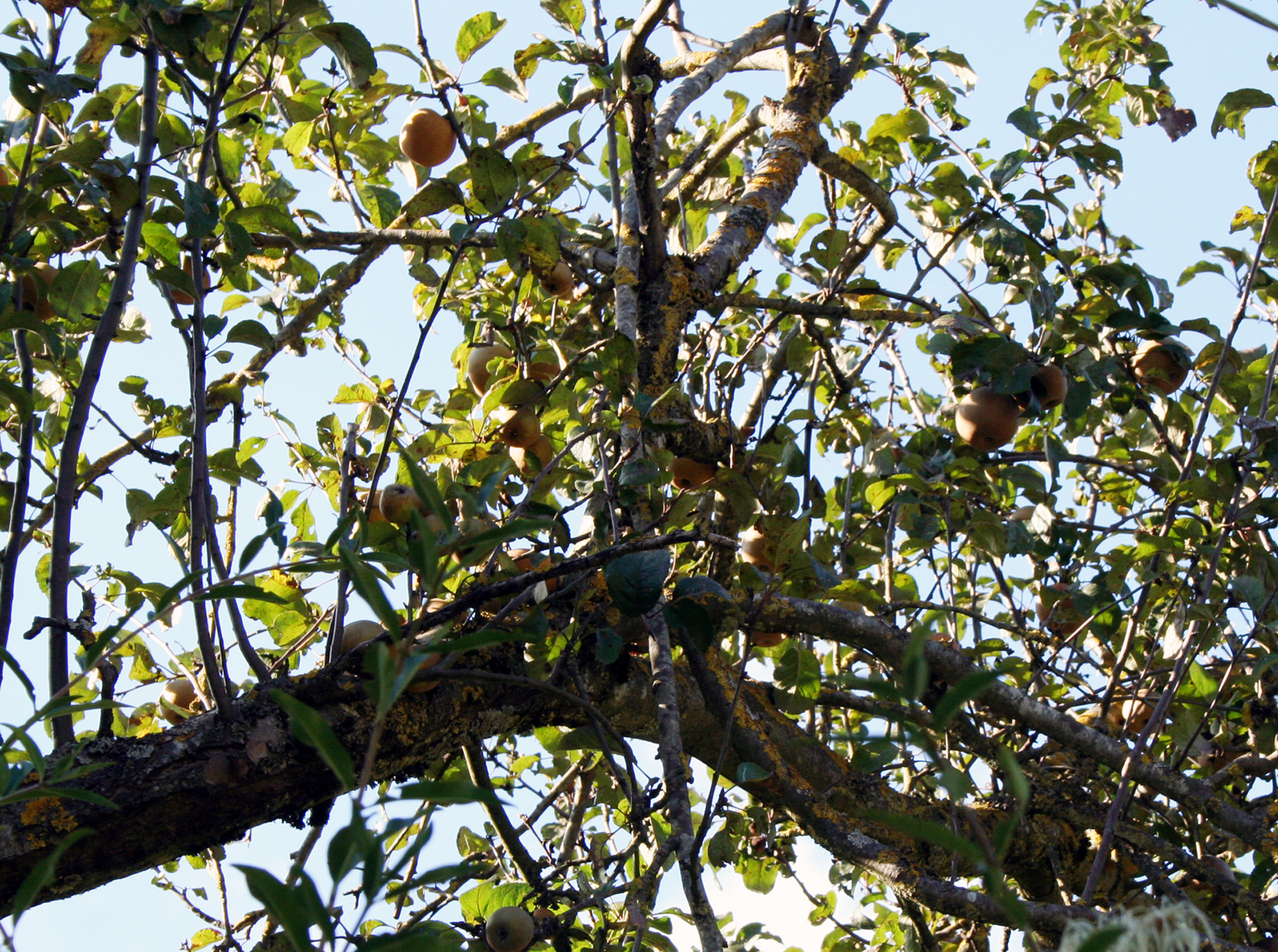
Rami di melo ruzzo.
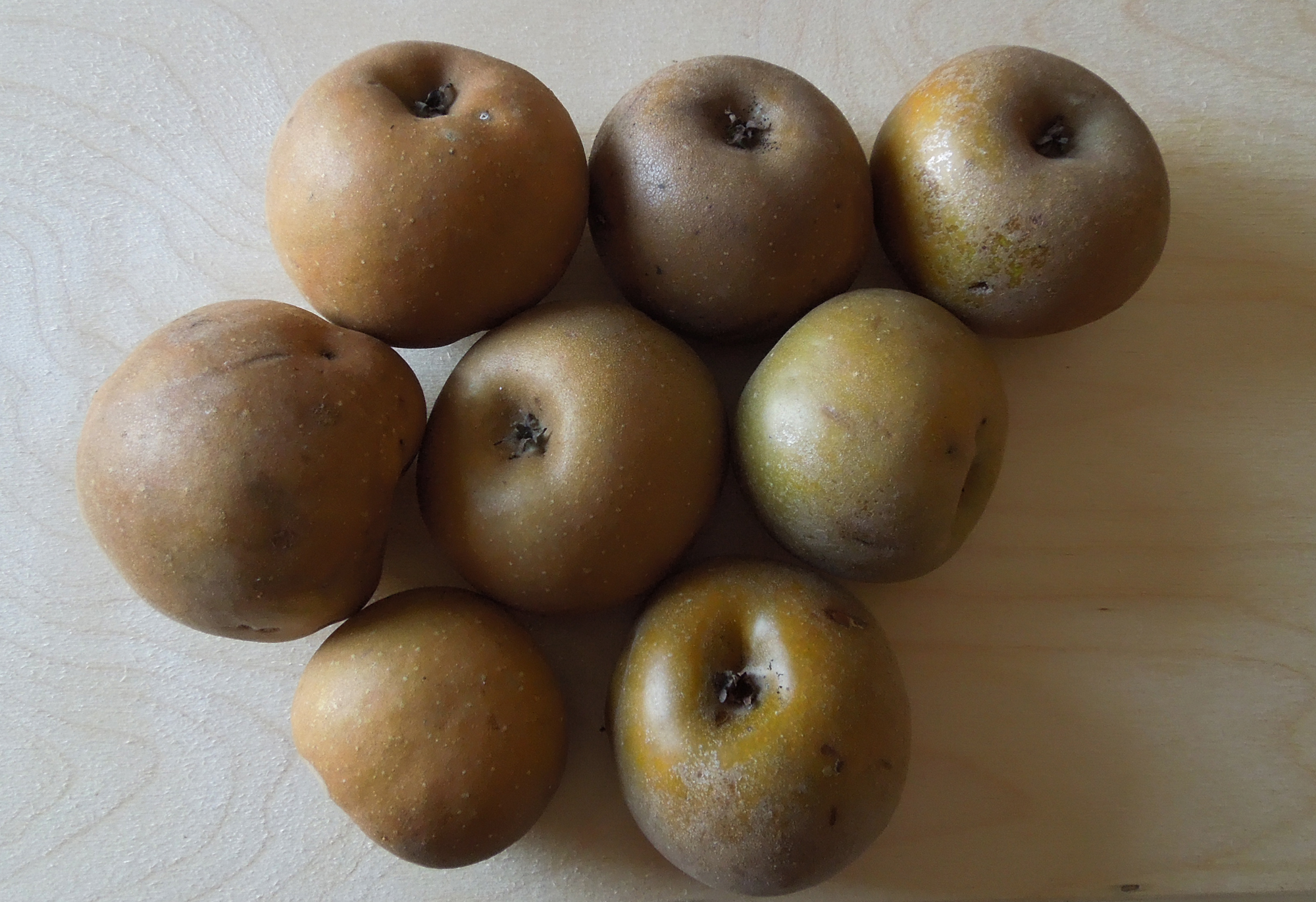
Mele ruzze.
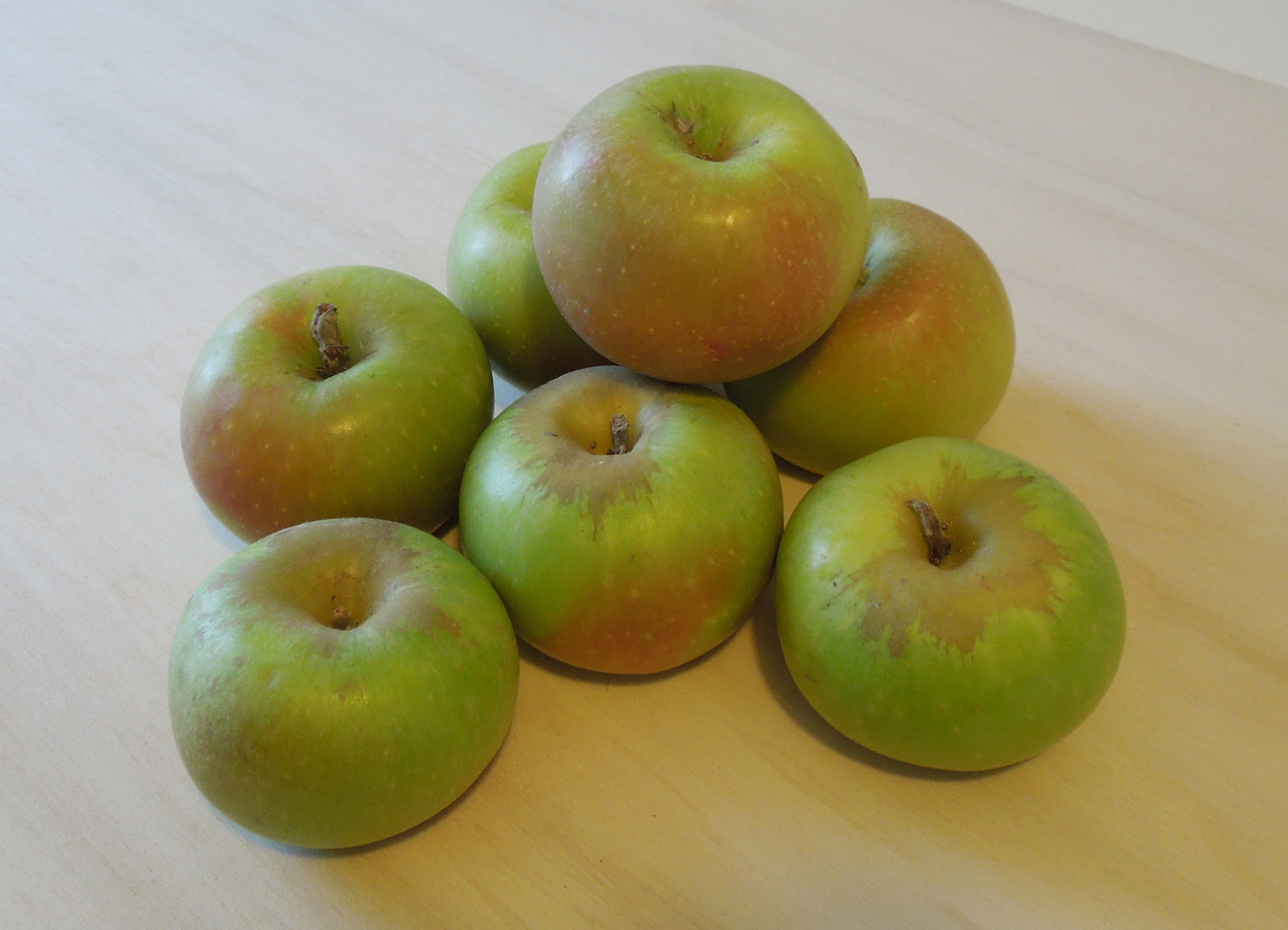
Mele Rosa dei Monti Sibillini, raccolte nel territorio del comune di Arquata.

### Le castagne
Le castagne rappresentano un prodotto tipico dell'arquatano e della media ed alta valle del Tronto. Il castagno è un'essenza arborea delle Fagacee, di grosse dimensioni ed assai longeva, cresce sia spontaneamente e sia coltivata fra altitudini variabili comprese tra i 400 e 1.200 metri slm. È l'albero caratteristico della fascia sub-montana e nel territorio d'Arquata se ne trovano fitti boschi tra querceti e faggete. È nota la loro presenza già in epoca romana, in quella medievale e durante l'Ottocento, da queste informazioni è desumibile che la coltivazione sia stata favorita dall'opera dell'uomo mediante la cura e la coltivazione. Dai castagneti a fustaia si ottengono i frutti eduli, definiti «il pane della montagna». In passato le castagne si conservavano essiccate e da queste si ricavava la farina destinata all'alimentazione umana. Nell'arquatano la raccolta delle castagne costituisce un'importante voce per l'economia locale. Vi sono:
- i marroni – caratteristici per il loro colore marrone chiaro con striature, la loro forma ovoidale con occhio piccolo rettangolare e con la polpa scarsamente solcata che, con facilità, si separa dalla pellicola che la racchiude;
- le castagne – dal colore marrone, bruno scuro, tonde, appiattite su un lato, con l'occhio grande ed ovale, la polpa densamente solcata e aderente alla membrana.[91]

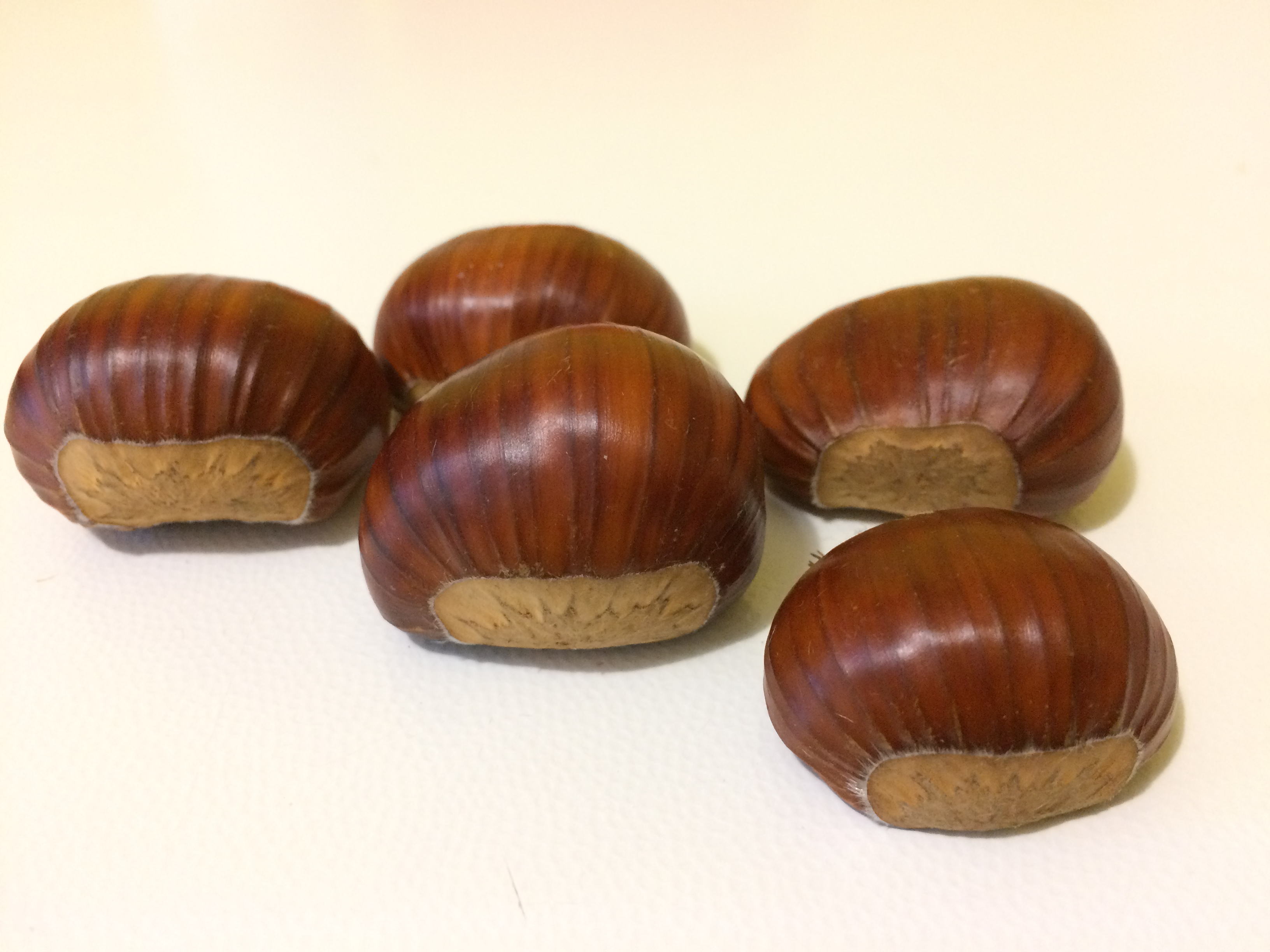
Marroni
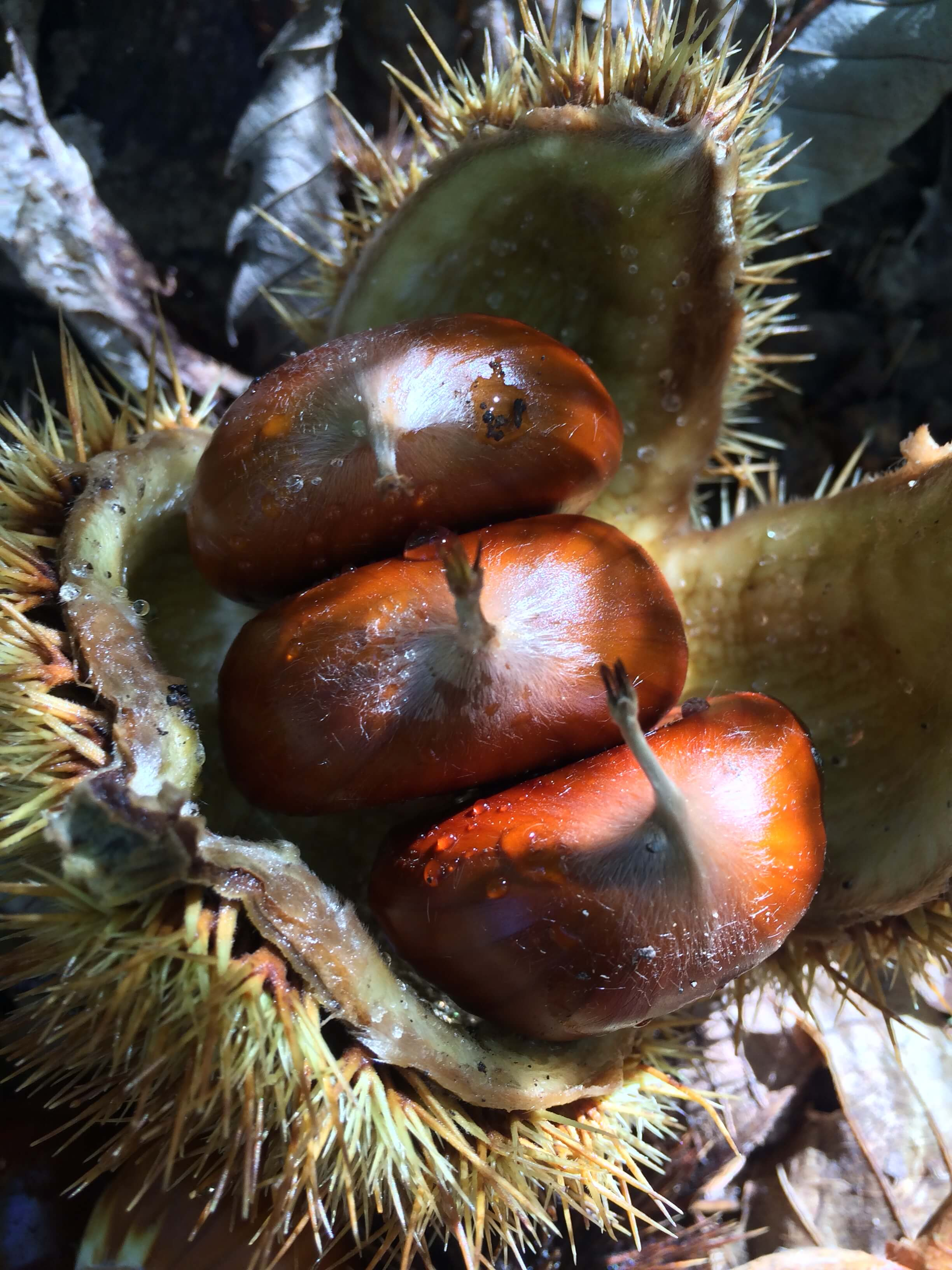
Varietà del Marrone biondo
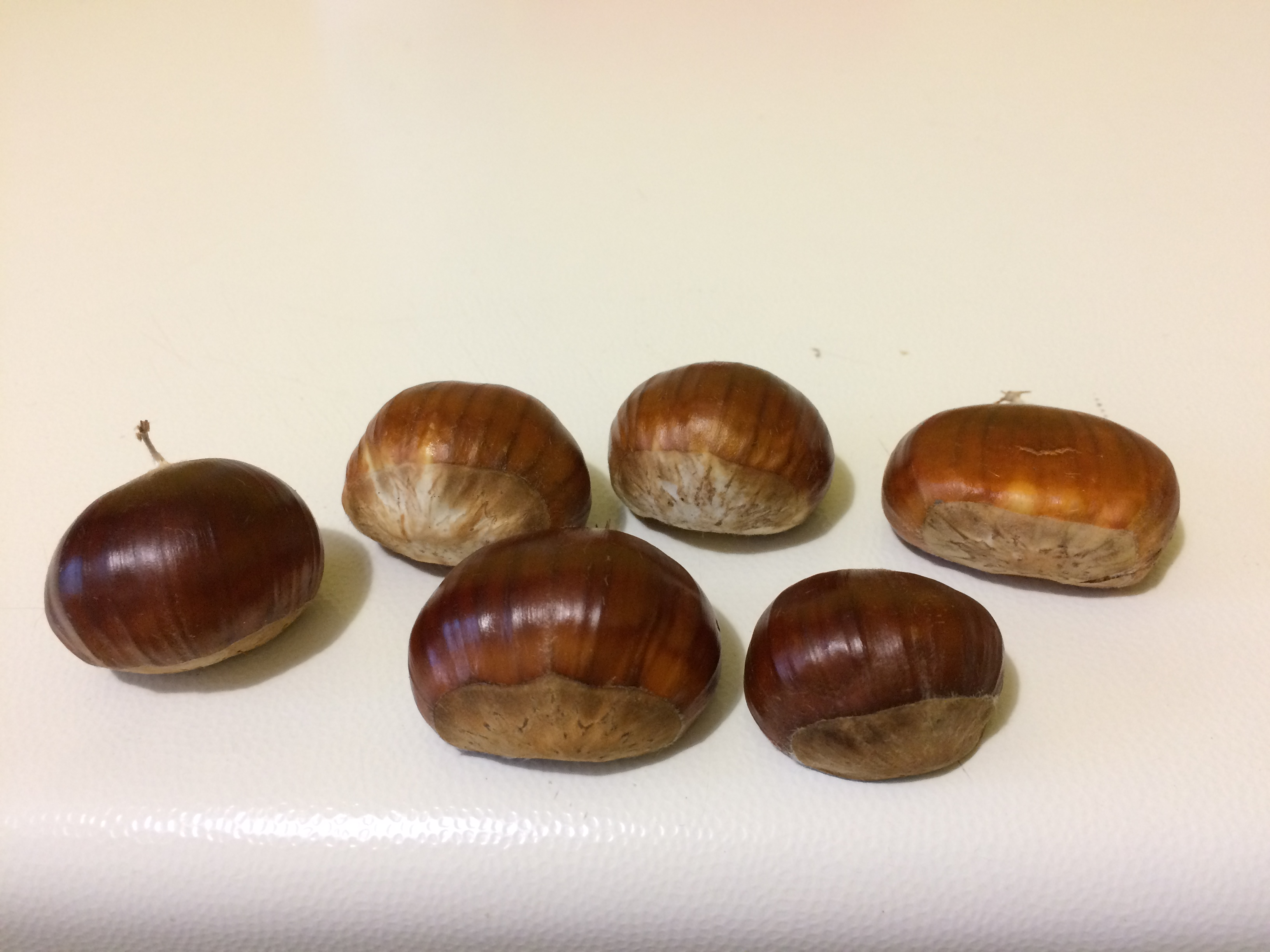
Castagne rustiche

### I funghi
I funghi sono una delle ricchezze di questo territorio, noti già ai tempi dei Romani, crescono tra pascoli e boschi, anche se ai nostri giorni è sempre più raro trovarli. Da sempre hanno costituito per gli abitanti una sicura fonte di reddito. La varietà più raccolta è quella dei porcini, il loro habitat si trova «sul limitar del bosco» tra alberi fruttiferi al di sotto delle chiome di querce, castagni e faggi. Il territorio offre altre specie commestibili come: le spugnole, gli spinaroli, i galletti, i prataioli, le mazze di tamburo.

### La legna da ardere
L'attuale utilizzo delle risorse boschive avviene sulla base delle vigenti norme codificate. Va ricordato che già in età medievale, nel territorio di Arquata, era in vigore la tassa del legnatico da versare al proprietario del bosco o all'Università agraria, una forma di proprietà collettiva molto diffusa sulle montagne marchigiane. Si trattava di un antico diritto che consentiva di entrare nelle proprietà altrui per raccogliere legna.
Il governo del bosco ceduo è attualmente regolamentato da turni di taglio stabiliti a seconda dell'essenza arborea e consente la pratica del diritto di legnare, ossia di tagliare e raccogliere legna come attuazione di usi civici riconosciuti ai residenti. Il circondario arquatano propone diverse tipologie di bosco ceduo come: 
- il ceduo quercino caducifoglie, che ha rivestito una maggiore importanza in tempi passati, quando per l'allevamento domestico vi era necessità di ghiande e di frascame;
- il ceduo misto di latifoglie, costituito da boschi misti di carpino nero, orniello, roverella ed acero;
- ceduo di faggio, impiegato per la produzione di legna da ardere e per la trasformazione del legname in carbone vegetale.[93]

### Il carbone vegetale
La produzione di questo combustibile è circoscritta al paese di Colle, dove si pratica ancora l'arte del carbonaio. Mediante l'allestimento delle "piazze", costituite da cumuli di legna sistemata a cupola, con al centro un foro che permette l'accensione della catasta ricoperta da strati di fogliame secco, frasche di faggio e terra umida, la legna arde per 15 giorni circa, alla temperatura di 500/600 °C, e si trasforma in carbone.

### La viticoltura
La tradizione della coltivazione delle viti nel comprensorio arquatano è stata da sempre strettamente legata al clima, all'altitudine ed alla morfologia del territorio, caratterizzato da aspre pendenze, che ha consentito la crescita di vigneti impiantati seguendo le pratiche delle sistemazioni di colle, disposti a rittochino, a cavalcapoggio, a tagliapoggio a superficie unita o divisa in ciglioni.
La storia, fino ad ora emersa, prende consistenza da fonti documentali che giungono dal XVI secolo ed arrivano fino ai nostri giorni.
Dagli scritti di Olimpia Gobbi si apprende che la tradizione della «coltivazione estesa di viti a vigna» si perde in epoche lontane rivestendo un rilevante e vivace ruolo economico e commerciale della produzione di vino almeno fin dal XIV secolo. Dall'esame dei documenti del Catasto Gregoriano e dalle inchieste storiche, fra le quali l'Inchiesta Jacini, condotta dal Ministro dei lavori pubblici del Regno d'Italia Stefano Jacini e la Relazione Benucci del 1781, è possibile affermare che la viticoltura si concentrava maggiormente in questa zona dell'ascolano con l'impiego di strutture di «sproporzionata distanza fra filonata e filonata» armate «con tanto lusso di legname da spaventarare un economo coltivàtore». Nell'area della montagna di Ascoli, compresa tra le falde del monte Vettore e quelle del monte Sibilla, si rilevava una spiccata specializzazione delle colture di viti come riportato e comprovato da documenti catastali che elencavano numerosissime particelle inscritte e localizzate anche tra aree boschive, frutteti, canneti e radure. Le caratteristiche ambientali del terreno ne imponevano la concentrazione in prossimità di terreni favorevoli a garantire l'attecchimento delle barbatelle e un'adeguata esposizione al sole per assicurare la maturazione dei grappoli. Gli impianti erano distribuiti in tutto il comune e la loro altitudine variava tra i 601 m s.l.m. di Trisungo fino agli 818-920 e 946 di Piedilama, Pretare e Spelonga oltre che nelle frazioni di Pescara del Tronto e Vezzano.
La coltivazione dei vigneti richiedeva un importante impegno lavorativo e la necessità di un agevole controllo al fine di evitare che vi fossero furti del raccolto. Per queste ragioni, spesso, si trovavano nelle immediate vicinanze dei centri abitati, protetti e chiusi da muri o dotati di modesti «atterrati», piccole case con «torculari» ed attrezzature idonee alla vinificazione, dove risiedevano i guardiani dal mese luglio fino alla conclusione della vendemmia, come avveniva a Pescara del Tronto e a Vezzano, oppure erano direttamente all'interno del paese come a Trisungo dove se ne contavano 11.
Dai riscontri documentali dell'antico catasto risulta che nella «Villa di Pescara» vi era «Filminisse di Sante», uno dei maggiori proprietari terrieri, intestatario di 76 particelle delle quali molte destinate alla viticoltura. La produzione, il commercio e la vendita del vino alle limitrofe comunità rappresentavano un'indispensabile fonte di reddito che si concretizzava ed integrava anche con la stagionale prestazione d'opera dei viticoltori arquatani presso le vigne della nobiltà romana dove erano molto apprezzati per le loro competenze. Il ricavato proveniente dalla viticoltura era indispensabile all'economia ed a questo proposito Benucci riporta una singolare ed originalissima forma di contratto di enfiteusi adottato nei casi di forte indebitamento del proprietario. Lo descrive e definisce come «un'invenzione arquatana» consistente «nel passare la proprietà della vigna al creditore, il quale però la riconcede in locazione al debitore a terza generazione dietro la corrisposta di una parte del prodotto. In tal modo quest’ultimo, pur perdendo la proprietà della terra, ne conserva l’uso e lo garantisce a lungo ai suoi discendenti tentando così di preservarli dalla totale miseria.»

#### Statuti et Reformanze della Communità della Nobil Terra d'Arquata del 1574
Negli Statuti d'Arquata del 1574 si trova l'intera raccolta organica delle norme che costituivano l'ordinamento giuridico del comune tra le quali vi sono anche le disposizioni rivolte all'attività della viticoltura. Il complesso delle statuizioni perseguiva l'intento di garantire e disciplinare la produttività dei terreni agricoli, il mantenimento della coltura delle viti e del prodotto ottenuto dal processo di vinificazione, divenuti importanti per l'economia della comunità. Vi sono innumerevoli rubriche, concentrate in particolare nel Libro delli Estraordinarii, dedicate agli atti normativi da osservare per la cura dei vigneti.
Le regole imponevano agli arquatani di coltivare le loro terre seminando grano o impiantando vigne. Si trattava di disposizioni con carattere prescrittivo che individuavano precise sanzioni pecuniarie in caso di inosservanza. Inoltre, per ogni danno commesso all'interno delle terre vignate corrispondeva l'obbligo di versare una somma di denaro prestabilita che raddoppiava se il danneggiante avesse agito durante le ore notturne.
Dalla lettura degli enunciati si evince, ancora oggi, il particolare riguardo che l'autorità amministrativa riservava alla viticoltura con l'adozione di regolamentazioni volte a stabilire che:
- il Podestà della Terra d'Arquata era tenuto a far lavorare, ad ogni abitante sottoposto alla sua giurisdizione, gli appezzamenti di terreno affinché vi fosse abbondanza del necessario per il mantenimento e per la sussistenza della comunità;
- ogni anno, nei primi giorni del mese di settembre, doveva essere convocato il Consiglio d'Arquata per deliberare il tempo dell'avvio della vendemmia;
- sui proprietari dei vigneti gravava l'obbligo di manutenere le coltivazioni;
- a nessuno era consentito di tagliare viti o pergole e raccogliere frutti che si trovassero all'interno delle terre vignate senza che vi fosse l'autorizzazione, espressa per iscritto, di chi esercitava il diritto di proprietà sulla vigna;
- vi era divieto assoluto di introdurre animali come: pecore, capre, asini, buoi, maiali e cavalli all'interno delle vigne. La norma considerava anche i cani che non potevano essere condotti slegati nei vigneti durante i mesi dell'anno in cui l'uva era matura.

(Statuti di Arquata, Libro delli Estraordinarii, Rubrica XXXXI, anno 1574)
(Statuti di Arquata, Libro delli Estraordinarii, Rubrica XXXXI, anno 1574)
(Statuti di Arquata, Libro delli Estraordinarii, Rubrica CXXXXV, anno 1574)
(Statuti di Arquata, Libro delli Estraordinarii, Rubrica CLXXI, anno 1574)
(Statuti di Arquata, Libro delli Estraordinarii, Rubrica III, anno 1574)
Vi sono, inoltre, alcune rubriche che contengono anche i principi regolatori per la commercializzazione del vino cui dovevano attenersi gli osti ed i gestori di locande, chiamati tavernari, e prevedevano pene pecuniarie in caso di inosservanza.

#### Relazione della Provincia dell'Umbria, Prefettura di Norcia, di Arquata e suo contado di Angelo Benucci del 5 ottobre 1781
Ulteriori informazioni sulla viticoltura della Terra d'Arquata pervengono dalla lettura della Relazione redatta dall'avvocato romano Angelo Benucci nell'anno 1781. Questi era stato inviato dall'Amministrazione del papa Pio VI, in qualità di funzionario apostolico, nel territorio umbro con lo scopo di riordinare le particelle catastali del comprensorio assoggettato alla giurisdizione norcina, cui appartenevano anche Arquata e il suo contado. L'intera Relazione, destinata alla Sacra Congregazione di Roma, è costituita da un manoscritto, conservato presso l'Archivio comunale di Norcia, ed il suo testo è ripartito in 55 paragrafi. Nel rapporto burocratico Benucci, riguardo alle attività agricole dell'arquatano, nel capitolo XXXIV, riferisce che nonostante vi fosse l'avversità delle condizioni climatiche, si trovava abbondanza di «frutta e uva molto agra» con cui si produceva un'abbondante quantità di vino. I proventi ricavati dalla vendita della produzione vinicola aiutavano la popolazione a mitigare la gravante e diffusa indigenza. Inoltre, nel paragrafo LII, dedicato alla descrizione dell'Industria degli abitanti, annovera le attività legate e derivanti dal mondo dell'enologia. Ricorda che molti residenti praticavano l'arte dei vignaioli, recandosi a lavorare per tre stagioni all'anno nei vigneti del vicino Lazio, mentre altri si dedicavano all'artigianato come bottai.

#### Il Pecorino
Tra le colture viticole del territorio arquatano si ricorda il Pecorino, un vitigno di cui restano, come segni evidenti nel panorama enologico italiano, i sinonimi con cui la cultivar è indicata nel Registro Nazionale delle Varietà di Vite, menzionato come: Pecorina Arquatanella o Arquitano e Pecorino di Arquata.

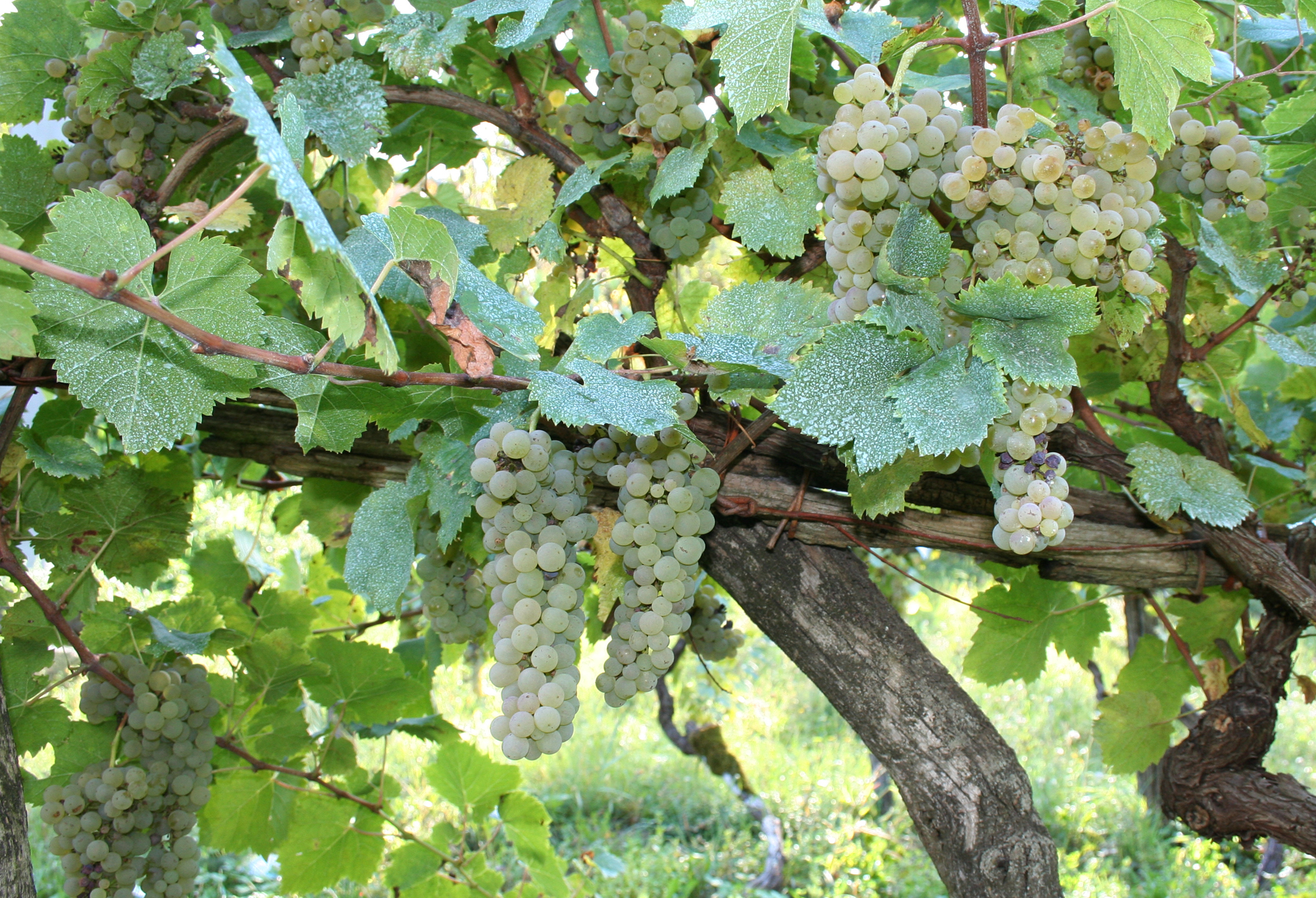
Grappoli di uva Pecorino coltivata ad Arquata del Tronto.

### Industria
Diego Della Valle ha inaugurato, il 20 dicembre 2017, un nuovo stabilimento del marchio Tod's da 2000 metri quadrati per la produzione di calzature che a regime occuperà cento dipendenti.

### Turismo
Il territorio arquatano ha sempre avuto una buona valenza turistica storico-artistica per la presenza della Rocca medievale e di numerosi edifici storici e religiosi. L'interesse naturalistico e l'escursionistica attraversano i percorsi della sentieristica del monte Vettore ed i rilievi Sibillini. È possibile praticare attività sciistica in inverno a Forca di Presta e a Forca Canapine. A testimonianza della crescita turistica c'è stato il proliferare di strutture microricettive come bed and breakfast e agriturismi.

## Sport

### Sport invernali
Nel territorio arquatano, a carattere prevalentemente montuoso, nei mesi invernali si può praticare lo sci sulle piste della stazione di Forca Canapine.

### Impianti sportivi
Nella frazione di Borgo, lungo la via Vecchia Salaria, si trova il locale campo sportivo comunale, che misura m 100 x 63, che ha il terreno da gioco di erba naturale. Dal 2016 il campo sportivo comunale ha lasciato spazio alle SAE (Soluzioni Abitative in Emergenza).
Inoltre è presente una palestra dove gioca le partite in casa la squadra di futsal Arquata C5, unica società sportiva presente nel paese (anche se una volta vi era anche una squadra di calcio a 11).